# Straßenbahn Mannheim/Ludwigshafen
Die Straßenbahn Mannheim/Ludwigshafen ist der wichtigste Träger des öffentlichen Nahverkehrs in Mannheim und in Ludwigshafen am Rhein. Das meterspurige Straßenbahnnetz umfasst derzeit (2012) eine Streckenlänge von 79,4 Kilometern auf Mannheimer und 24 Kilometern auf Ludwigshafener Stadtgebiet. Es ist über zwei – als Eisenbahn konzessionierte – Überlandstrecken außerdem mit der Straßenbahn Heidelberg verknüpft. Die erste elektrische Straßenbahn verkehrte im Jahr 1900. Nach großen Plänen zum Bau einer U-Bahn in Ludwigshafen wurden in den 1970er Jahren Tunnelstrecken gebaut, die 2008 zum Teil stillgelegt wurden. Betrieben wird das Straßenbahnnetz seit 2005 von der Rhein-Neckar-Verkehr GmbH (RNV), sie bezeichnet das System aufgrund der zahlreichen eigenen Bahnkörper und der wenigen straßenbündigen Abschnitte als Stadtbahn.

## Geschichte (Mannheim)

### Pferdebahn

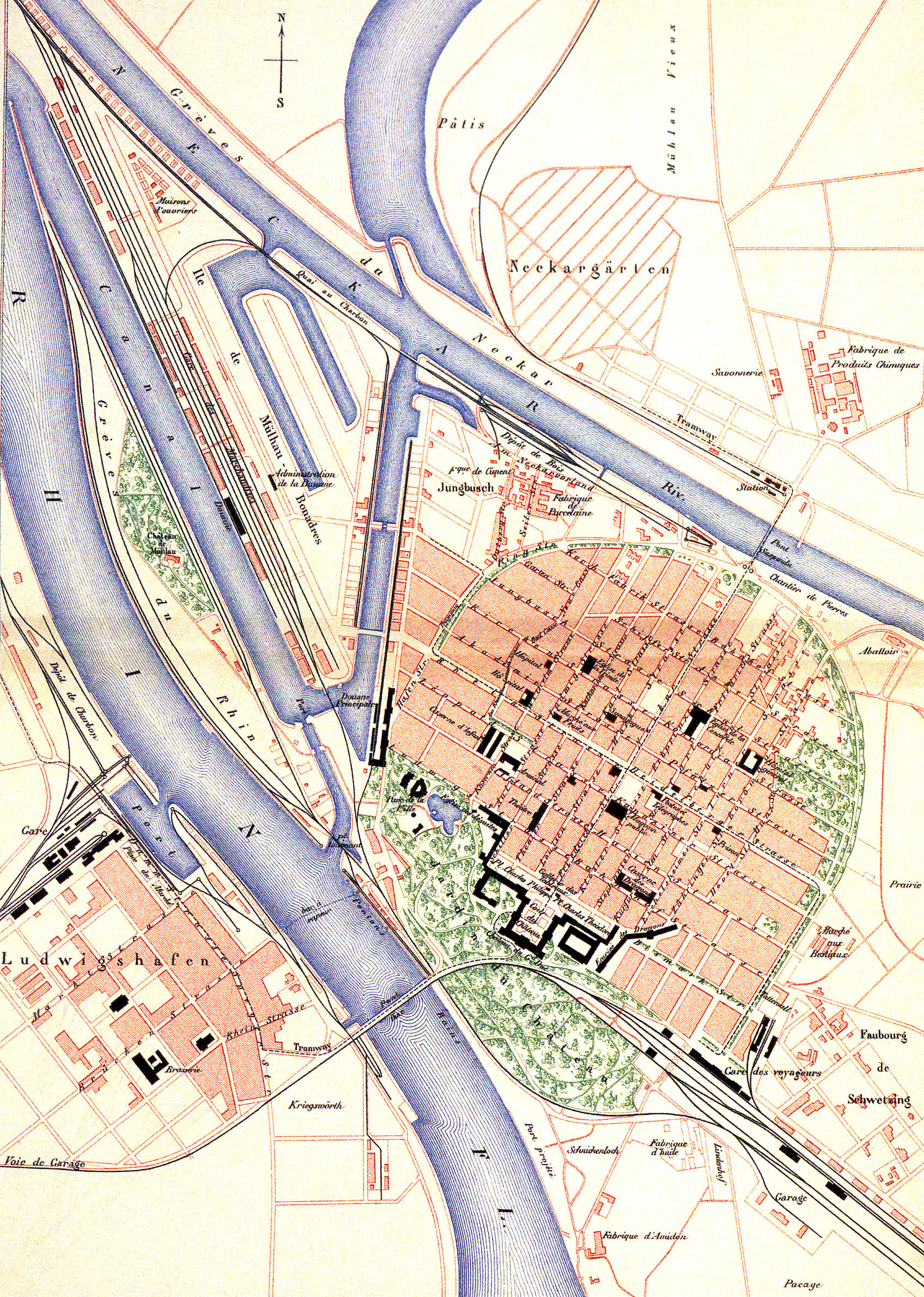
Stadtplan von 1880, die Pferdebahnlinien sind als gestrichelte Linie eingezeichnet

Charles de Féral, der Direktor der belgischen Gesellschaft Les Tramways Bruxellois, erhielt 1877 die Konzession für eine innerstädtische Pferdebahn. Die Bauarbeiten begannen im Juli 1877 in Mannheim. Die ersten Linien wurden ab Juni 1878 eröffnet, und gemeinsam mit dem auf der gegenüberliegenden Rheinseite gelegenen Ludwigshafen betrieben, für das de Féral im August 1877 ebenfalls eine Konzession erhalten hatte. Die Pferdebahn war in Normalspur gebaut und erschloss die beiden Städte mit einem dichten Liniennetz, auf dem zuletzt 38 Wagen verkehrten.

### Dampfstraßenbahn
Auch die umliegenden Gemeinden strebten nach einer besseren Anbindung an die Innenstadt. Im September 1883 begann das Unternehmen Martin Lutz & Cie. die Bauarbeiten für eine Dampfstraßenbahn von Feudenheim nach Mannheim, die am 3. Mai 1884 eröffnet wurde. Die Planungen für eine Dampfstraßenbahn von Neckarau nach Mannheim wurden nicht verwirklicht.
Die Centralverwaltung für Secundairbahnen Herrmann Bachstein eröffnete 1887 die meterspurige Eisenbahnstrecke von Mannheim über Käfertal und Viernheim nach Weinheim. Diese wurde 1890 um die Verbindung Weinheim–Heidelberg, 1892 um die Strecke Mannheim–Heidelberg und später die Strecke Käfertal–Heddesheim erweitert. 1895 ging diese Eisenbahn in die Süddeutsche Eisenbahn-Gesellschaft (SEG) über.
Die letzte Dampfstraßenbahn wurde 1900 durch die Bahngesellschaft Waldhof (BGW) eröffnet und führte von der Neckarstadt nach Waldhof. Sie endete zunächst bei der dortigen Zellstofffabrik, bis sie 1902 nach Sandhofen verlängert wurde. Wegen der Verlängerung der elektrischen Straßenbahn bis Sandhofen wurde 1922 der Personenverkehr eingestellt. Die BGW betreibt aber weiterhin den Güterverkehr der ortsansässigen Unternehmen.

### Elektrische Straßenbahn
Das Ende der Pferdebahn begann 1900 mit der Eröffnung der ersten Linien einer elektrischen Straßenbahn, die in Meterspur gebaut und mit 600 Volt Gleichstrom betrieben wurde. Auch die Straßenbahn wurde ab 1902 gemeinsam mit dem benachbarten Ludwigshafen betrieben, wobei die Stadt Ludwigshafen auf ihrer Gemarkung die Gleisanlagen und die Oberleitung erstellt und die Stadt Mannheim die nötigen Wagen und das Personal bereithielt.
Beschränkte sich der Pferdebahnbetrieb auf die Innenstädte von Mannheim und Ludwigshafen, kamen nun weitere Strecken in die Vororte hinzu. Der Ausbau erfolgte sehr zügig, so dass Ende 1902 bereits ein rund 50 Kilometer langes Netz betrieben wurde. Bis zum Zweiten Weltkrieg gingen im heutigen Mannheim folgende Straßenbahnstrecken in Betrieb:
- 17. Dezember 1900 Friedrichsbrücke – Mittelstraße – Industriestraße/Hansastraße
- 6. Januar 1901 Industriestraße/Hansastraße – Luzenberg Diffenéstraße
- 29. Juli 1901 Lindenhofüberführung (Brücke über die Gleise des Hbf) – Lindenhof Gontardplatz
- 11. Mai 1903 Friedrichsbrücke – Weinheimer Bahnhof – Kronprinzenstraße (heute Friedrich-Ebert-Straße) – Kasernen
- 14. Mai 1903 Schwetzingerstadt Viehhofstraße – Neckarau Bahnhof
- 16. Juli 1903 Kasernen – Käfertal (gleichzeitig Beginn Gemeinschaftsbetrieb mit der SEG)
- 27. Dezember 1905 Neckarstadt Elektrizitätswerk – Kammerschleuse (Hafengebiet)
- 24. März 1906 Lindenhof Gontardplatz – Lindenhof Waldpark
- 12. September 1906 Neckarau Bahnhof – Neckarau Matthäuskirche
- 1. Juni 1907 Kammerschleuse – Friesenheimer Straße – Diffenéstraße
- 21. Oktober 1907 Diffenéstraße – Luzenbergstraße – Waldhof Bahnhof
- 10. November 1910 (Alter) Meßplatz – Waldhofstraße/Humboldtstraße
- 22. Juli 1912 Waldhofstraße/Humboldtstraße – Luzenberg
- 8. Februar 1913 Neckarau Friedrichstraße – Rhenaniastraße–Rheinau (von der OEG erbaut)
- Mai/3. Juli 1913 Schlachthof – Rennplatz – Neuostheim
- März/Mai 1914 (Alter) Meßplatz – Feudenheim (Ersatz für die Feudenheimer Dampfbahn; erst auf Gleisen der nie vollendeten Strecke nach Schriesheim, ab 1915 eigene Gleise)
- 26. Januar 1915 Rheinstraße – Neckarvorland
- 10. Mai 1920 Luzenberg – Sandhofer Straße – Zellstofffabrik (von der OEG erbaut)
- 17. Dezember 1921 Zellstofffabrik – Papyrus (von der OEG erbaut)
- 16. Mai 1922 Papyrus – Sandhofen (von der OEG erbaut)

Die erste Omnibuslinie in Mannheim wurde am 29. November 1925 von der OEG eröffnet und führte als Ersatz für die nie verwirklichte Schmalspurbahnlinie von Mannheim über Feudenheim, Ilvesheim und Ladenburg nach Schriesheim an der Bergstraße. Die erste innerstädtische Buslinie von Waldhof in die Gartenstadt wurde am 22. Oktober 1928 eröffnet – ebenfalls wegen einer nicht verwirklichten Straßenbahnstrecke, und ebenfalls von der OEG betrieben.
1953 wurde die Strecke Neckarau – Rheinau verlegt. Verlief sie bisher durch die Rhenaniastraße, so führte sie nun durch die Casterfeldstraße und die Relaisstraße zum Bahnhof Mannheim-Rheinau. Zu diesem Zweck entstand südlich des Bahnhofs Mannheim-Neckarau eine Brücke über die Eisenbahn.
1956 wurden zwei durch Hafengebiete führende Straßenbahnstrecken stillgelegt:
- Neckarvorland: Rheinstraße – Güterhallenstraße – Neckarspitze
- Friesenheimer Insel: E-Werk (heute Neckarstadt-West) – Kammerschleuse – Friesenheimer Straße – Luzenberg

Ab 1959 wurden neue sechsachsige Gelenktriebwagen eingesetzt, die als Einrichtungsfahrzeuge ausgeführt waren. Deshalb wurden ab Ende der 1950er Jahre an den Endstellen Wendeschleifen gebaut. Ebenso begann in dieser Zeit die Verlegung der meist im Straßenraum liegenden Gleise auf besonderen Bahnkörper, um vom stark ansteigenden Individualverkehr unabhängig fahren zu können. Heute gibt es nur noch wenige Abschnitte, auf denen sich die Straßenbahn den Fahrweg mit dem restlichen Verkehr teilen muss.
Die Stadt Ludwigshafen kündigte 1963 den Betriebsvertrag, so dass der gemeinsame Betrieb mit Ludwigshafen am 31. Dezember 1964 endete und seit dem 1. Januar 1965 unterhalten die Städte Mannheim und Ludwigshafen getrennte Verkehrsbetriebe innerhalb der jeweiligen Stadtwerke.
1964 wurde die Strecke von Waldhof nach Schönau dem Verkehr übergeben.
1967 wurde die kurze Strecke Friedrichstraße – Matthäuskirche in Neckarau stillgelegt.
Der im Osten Mannheims ab 1964 errichtete Stadtteil Vogelstang wurde 1969 mit einer neuen Straßenbahnstrecke angebunden, die weitgehend auf eigenem Bahnkörper verläuft. Die Haltestelle Vogelstang Zentrum wurde in das Einkaufszentrum des Stadtteils integriert, durch das die Straßenbahn hindurchfährt.
Die Strecke von der Haltestelle E-Werk (heute Neckarstadt-West) durch die Industriestraße zur Diffenéstraße wurde 1970 stillgelegt. Sie führte durch ein zum Hafen gehörendes Gewerbe- und Industriegebiet und war die letzte ihrer Art.
1971 gründeten die Verkehrsunternehmen MVG, OEG, VBL, HSB, RHB die Zentralwerkstatt für Verkehrsmittel (ZWM). Auf dem Gelände des Betriebshofes Augartenstraße (heute Möhlstraße) entstand ein neues Werkstattgebäude. Sie ist gleichzeitig auch die Werkstätte der MVV Verkehr AG, da mit Aufgabe des Betriebshofs Collinistraße die Hauptwerkstätte wegfiel. An der Stelle des alten Betriebshofs Collinistraße entstand das Collini-Center. Die anderen beteiligten Verkehrsunternehmen lassen in der ZWM größere Unfallschäden beseitigen und Hauptuntersuchungen durchführen. Aber auch Verkehrsunternehmen anderer Städte haben hier schon größere Aufträge durchführen lassen. Mit der Einrichtung einer Unterflurradsatzdrehmaschine, die Räder von Meter- und Normalspurfahrzeugen bearbeiten kann, sind öfter Fahrzeuge der Deutschen Bahn und anderer Eisenbahnunternehmen in der ZWM zu Gast.

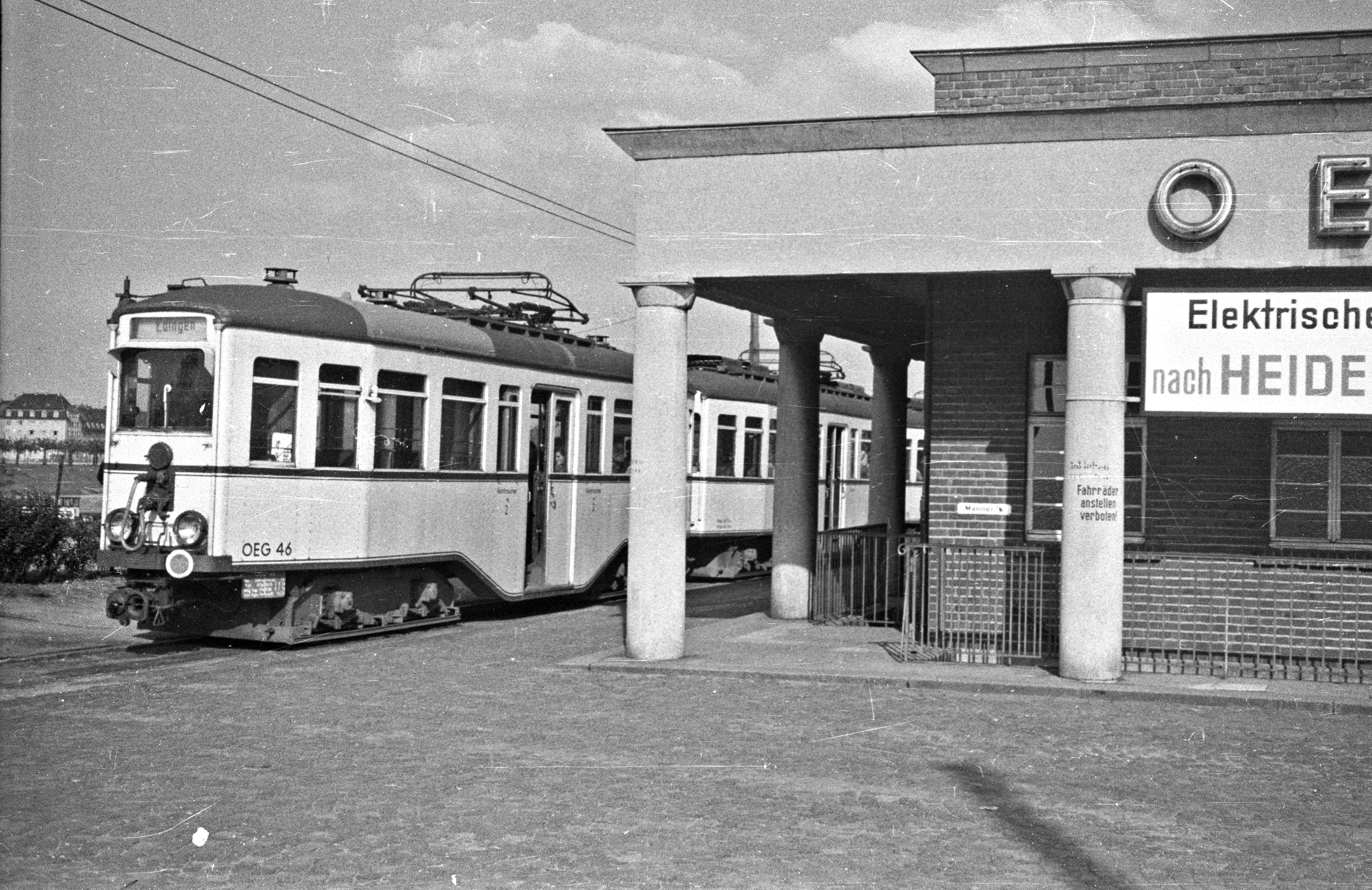
OEG-Bahnhof an der Kurpfalzbrücke in den 1950er Jahren. Mit OEG Halbzug 45/46, Heute bekannt als Salonwagen

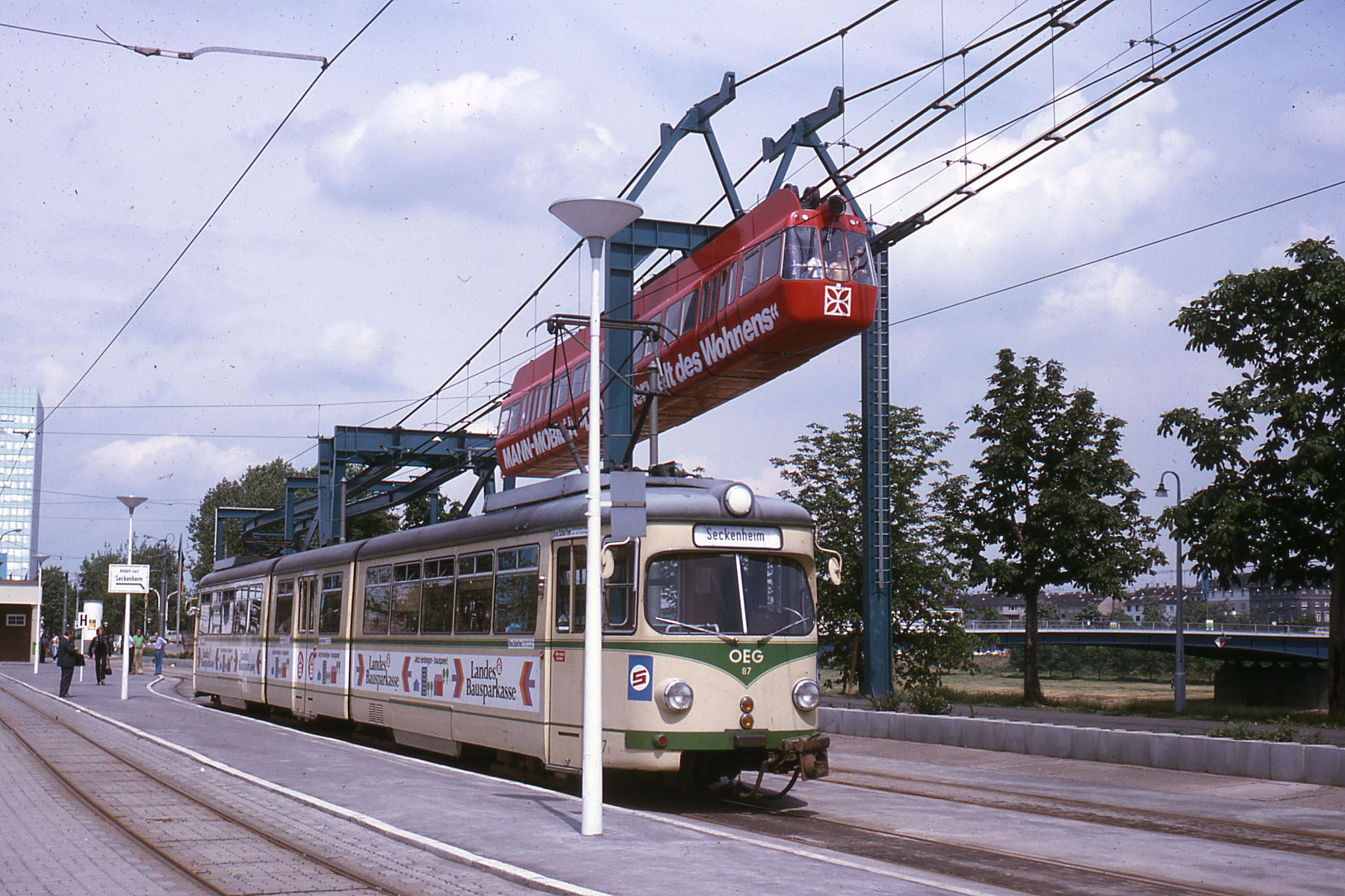
OEG GT8 87 und Aerobus (1975)

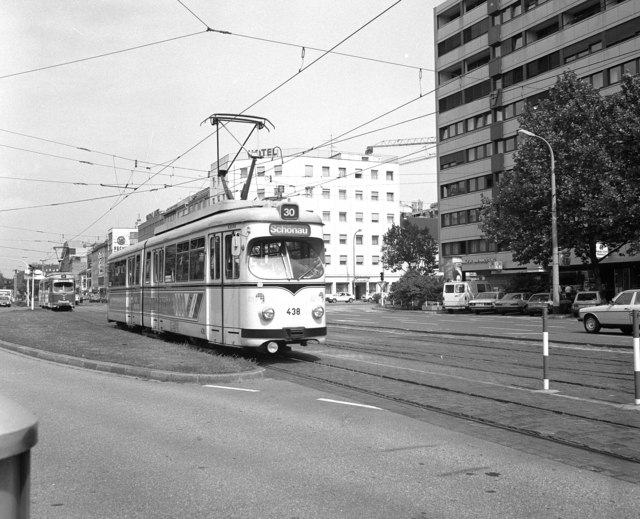
Mannheimer GT6 438 am Kaiserring (1986)

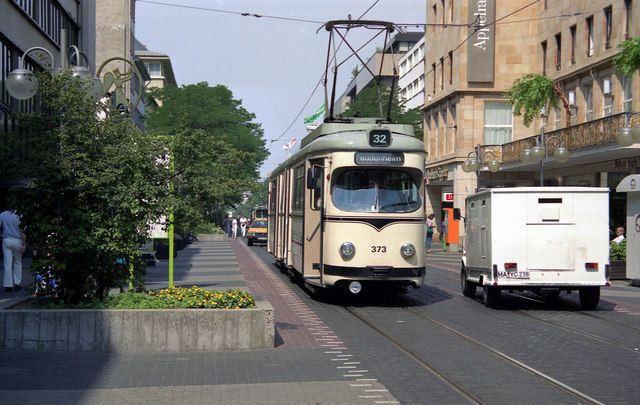
Mannheimer GT6 373 an der Haltestelle Strohmarkt in der Fußgängerzone Planken (1991)

Ebenfalls 1971 wurde die erste und bis heute einzige Tunnelstrecke in Mannheim eröffnet. Sie führt unter dem Luisenring entlang und besitzt eine Haltestelle an der Dalbergstraße. Dieser Tunnel war notwendig um die aufwändigen Brückenauffahrten zur Kurt-Schumacher-Brücke nach Ludwigshafen schaffen zu können. 1972 wurden die Brücke selbst eingeweiht und gleichzeitig die zwischen den Fahrspuren für den Kraftfahrzeugverkehr liegende Straßenbahnstrecke eröffnet. Sie stellt seitdem eine zweite feste Verbindung zwischen Mannheim und Ludwigshafen dar.
Anfangs endeten die Strecken der OEG in Mannheim noch in separaten Bahnhöfen beiderseits des Neckars in Höhe der Kurpfalzbrücke. Die Züge aus Weinheim hielten im OEG-Bahnhof Mannheim („Weinheimer Bahnhof“) am nördlichen Neckarufer und die Züge aus Heidelberg im OEG-Bahnhof Kurpfalzbrücke („Heidelberger Bahnhof“) am südlichen Ufer des Neckars. 1973 wurde die Linie von Weinheim in Mannheim über den Neckar bis zum Hauptbahnhof verlängert. Diese Linienführung gab es bei der OEG zwar schon einmal 1928, wurde aber später wieder aufgegeben. Der Weinheimer Bahnhof sowie die Gleise durch die Schafweide wurden 1973 abgerissen. An der Stelle des ehemaligen Weinheimer Bahnhofs entstanden zwischen 1975 und 1982 die drei Hochhäuser der Neckaruferbebauung Nord.
Der Heidelberger Bahnhof blieb bis zur Umsetzung des Konzepts MVG 2000 weiter als Endpunkt in Betrieb und existiert heute noch.
Am 6. Mai 1974 wurden die Planken vom Wasserturm bis zum Paradeplatz für den allgemeinen Kraftfahrzeugverkehr gesperrt und in eine Fußgängerzone umgewandelt, die weiterhin von der Straßenbahn mitbenutzt wurde. Die Höchstgeschwindigkeit wurde anfangs auf 30 km/h und ab 25. November auf 25 km/h festgesetzt. Ein durch die Geschäftsleute vermuteter Umsatzrückgang durch die Herausnahme des Autoverkehrs trat nicht ein. Am 13. April 1977 wurde auch die Breite Straße zwischen Paradeplatz und Kurpfalzkreisel in eine Fußgängerzone umgewandelt. Auch hier gab es – bis auf die Geschwindigkeitsbeschränkung auf 25 km/h – keine Einschränkung für die Straßenbahnlinien.
Zur Bundesgartenschau in Mannheim verkehrte zwischen April und Oktober 1975 der Aerobus, eine Hängebahn, zwischen Luisenpark und Herzogenriedpark.
Im Jahr 1977 gab Mannheim die Betriebsführung und die dafür vorgesehenen Fahrzeuge der Rhein-Haardtbahn GmbH an Ludwigshafen ab. Diese behielten aber die typische Mannheimer Lackierung in weißbeige mit schwarzen Zierstreifen, mit Spitz an der Front der für alle Düwag-Wagen in Deutschland typisch war. Am Mannheimer Lack waren auch die an Ludwigshafen weitergegebenen Wagen jahrelang, teilweise bis zu ihrer Ausmusterung erkennbar.
1985 wurde das Liniennetz in Mannheim und Ludwigshafen reformiert. Es gab Liniennummern ab 30, die die Grundlinien, und ab 40 die Einsatzlinien, die nur tagsüber verkehrten, kennzeichneten. Die einzelnen Linien wurden im 15-Minuten-Takt gefahren, mit den Einsatzlinien gab es auf den stark belasteten Außenästen teilweise eine Drei-Minuten-Zugfolge (z. B. Käfertal mit vier Linien und zwei OEG-Linien, Luzenberg mit fünf Linien). Dies kam den Mannheimer Triebwagen entgegen, die im Gegensatz zum rollenden Material anderer Städte nur Sechsachser-Gelenkwagen ohne Beiwagen waren und damit eine relativ geringe Kapazität pro Einheit hatten.
Um den Bussen in Feudenheim das Umfahren der stauträchtigen Straße Am Aubuckel zu ermöglichen, errichtete man dort 1992 eine Spurbus-Strecke für eine Fahrtrichtung auf den Gleisen der Straßenbahn, die dort auf separatem Bahnkörper geführt ist. Sie wurde am 16. Mai 1992 offiziell eröffnet und blieb die einzige in Mannheim. Sie wurde jedoch 2005 durch eine Asphaltstrecke abgelöst.

### MVG 2000
1995 wurde das Konzept MVG 2000 mit folgenden Maßnahmen umgesetzt:
- Das Liniennetz wurde vereinfacht. Jetzt gab es nur noch sechs Straßenbahnlinien, die alle über den Paradeplatz fuhren. Auf allen Linien wurde montags bis freitags tagsüber der 10-Minuten-Takt eingeführt.
- Die Strecke vom Mannheimer Hauptbahnhof nach Neckarau West über den Lindenhof wurde am 23. September 1995 eröffnet.[2] Dies war nur möglich durch eingleisige Abschnitte; diese sind als wartungsfreundliche Gleisverschlingungen ausgelegt. Die hier verkehrende Linie 7 ersetzte mehrere mit Normalbussen gefahrene Buslinien. In Anlehnung an die bei den U-Bahn-Planungen vorgesehenen Linien, wurde die neue Strecke nach Neckarau auch als „B-Linie“ bezeichnet.
- Die OEG erhielt eine neue Linienführung (Linie 5 bzw. 5R), die die beiden Äste von Weinheim und Heidelberg verband und nun über den Paradeplatz führt. Hierfür wurde eine Verbindungsstrecke gebaut, die kurz vor dem Bahnhof Mannheim Kurpfalzbrücke beginnt und in die Straßenbahnstrecke im Friedrichsring mündet. Seitdem sind Rundfahrten von allen OEG-Haltestellen aus möglich.

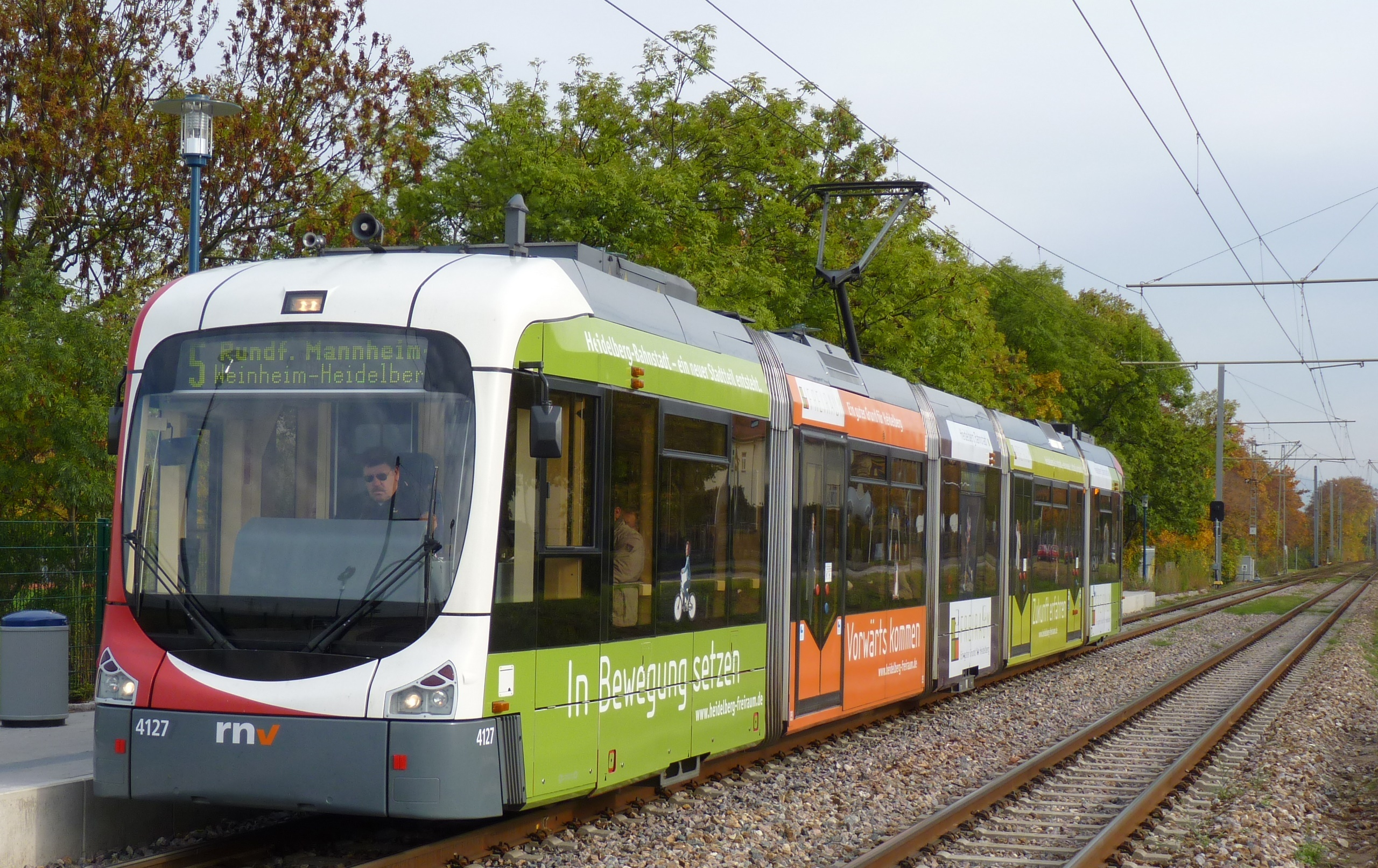
Rhein-Neckar-Variobahn (RNV6ZR) in Mannheim (2009)

- Die OEG-Nebenstrecke von Käfertal nach Heddesheim wurde in das Straßenbahnnetz der MVG integriert. Danach führte bis zur Netzumstellung 2016 die Linie 4 von Heddesheim bis nach Ludwigshafen-Oggersheim. Außerdem wurde die Wendeschleife in Käfertal aufgegeben, die wenige hundert Meter vor dem OEG-Bahnhof in Käfertal lag.
- Da die vorher eingesetzten sechsachsigen Gelenkwagen für einen wirtschaftlichen Betrieb zu klein waren, wurde beschlossen, diese durch 50 neue Niederflurwagen zu ersetzen, die ein erheblich größeres Fassungsvermögen aufweisen. Nur hierdurch war es möglich, die Ergänzungslinien aufzugeben. Insbesondere auf der neuen Linie 1 konnte durch die eingesetzten Doppeltraktionen unter Einsatz von weniger Personal die Kapazität erweitert werden. Fuhren doch hier auf der Strecke Richtung Rheinau bisher drei Linien. Die Strecken wurden durch Umbauten an Strecken und Haltestellen für den Einsatz der neuen Niederflurfahrzeuge hergerichtet.
- Die Buslinien bekamen Buchstaben als Linienbezeichnungen.

Die Kosten für den Bau der Strecke nach Neckarau West fielen niedriger als veranschlagt aus, so dass sie mit den eingesparten Mitteln bis zur Rheingoldhalle verlängert werden konnte. Die Verlängerung wurde am 26. September 1999 eröffnet.

## Geschichte (Ludwigshafen)

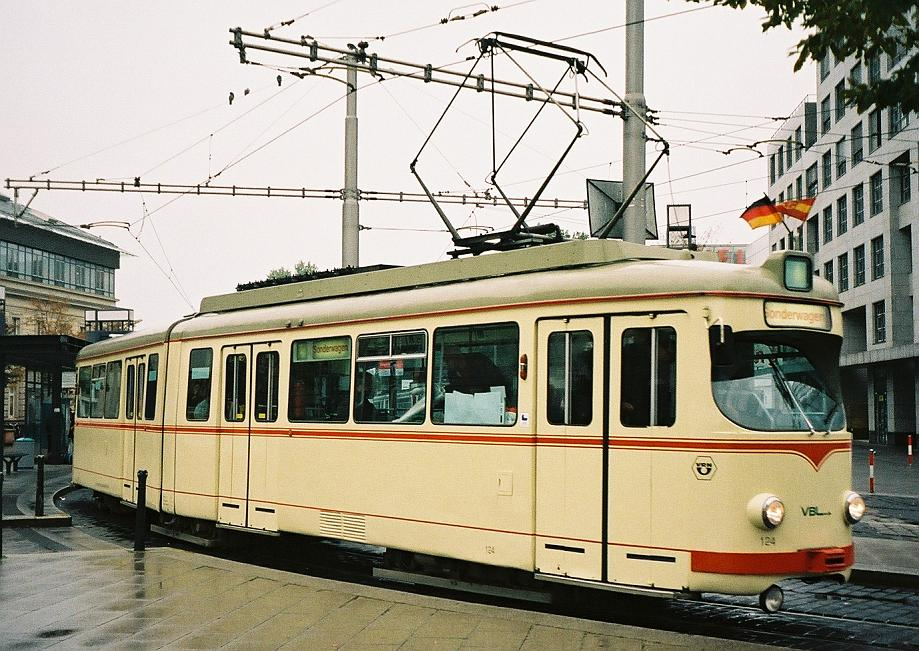
Ludwigshafener GT6 124 bei einer Sonderfahrt 2004

Die vergleichsweise junge Stadt Ludwigshafen, die bis 1843 Mannheimer Rheinschanze hieß, aber schon seit dem Wiener Kongress zu Bayern gehörte und von Mannheim durch eine Landesgrenze getrennt war, wuchs ab den 1840er Jahren vor allem durch den Güterumschlag und spätere Industrieansiedlungen wie die Badische Anilin- und Sodafabrik (später BASF) schnell heran. Ab 1849 stellte die Pfälzische Ludwigsbahn den Anschluss nach Saarbrücken her, 1853 wurde die Bahnstrecke Mainz–Ludwigshafen eröffnet. Besonders hoch war daher der Verkehr zwischen dem Bahnhof in Ludwigshafen und dem auf der anderen Rheinseite gelegenen Mannheim, das schon seit 1840 Ausgangspunkt der Rheintalbahn nach Basel war. Hier verkehrten zunächst Pferdeomnibusse, die auf festen Linien zwischen definierten Haltestellen fuhren, und den Rhein mittels einer Fährverbindung überquerten. 1867 wurde die Rheinbrücke zwischen Ludwigshafen und Mannheim für die Eisenbahn eröffnet, 1868 stellte sie auch eine Straßenverbindung her.
Im August 1877 erhielt Charles de Féral, der schon in Mannheim mit der Errichtung der Pferdebahn begonnen hatte, die Konzession für eine Pferdebahn in Ludwigshafen. Die ersten Linien der normalspurigen Pferdebahn wurden 1878 eröffnet und gemeinsam mit Mannheim betrieben. Sie verband schon bald beide Städte mit einem dichten Liniennetz, auf dem zuletzt 38 Wagen verkehrten.
Ab 1890 fuhren die Dampfzüge der meterspurigen Lokalbahn Ludwigshafen–Frankenthal durch die Stadt. Die Strecke führte von Dannstadt über Mutterstadt, Mundenheim, Ludwigshafen, Oppau und Frankenthal nach Großkarlbach. Sie wurde 1911 von Dannstadt über Hochdorf nach Meckenheim verlängert.
1900 wurde in Mannheim die Pferdebahn stillgelegt und an ihrer Stelle die meterspurige elektrische Straßenbahn eröffnet. Diese führte mit ihrem Schienennetz ab 1902 auch durch Ludwigshafen. Wie auch schon die Pferdebahn zuvor, wurde die neue Straßenbahn gemeinsam mit Mannheim betrieben, wobei auf Ludwigshafener Seite die Stadt Ludwigshafen für die Erstellung der Gleise und der Oberleitung sorgte, Mannheim im Gegenzug die Wagen und das Personal stellte. Auf der Strecke zwischen dem heutigen Berliner Platz und dem damaligen Bahnhof am Ludwigsplatz sowie dem Großen Tor der BASF und Friesenheim verkehrte die Straßenbahn auf den bestehenden Gleisen der Lokalbahn.
Schon bald strebte das nahe gelegene Bad Dürkheim an der späteren Weinstraße nach einer direkten Eisenbahnverbindung mit Ludwigshafen, die bis dahin nur über Umwege möglich war. 1911 begannen die Bauarbeiten für eine meterspurige Eisenbahnverbindung, der Bahnstrecke Bad Dürkheim–Ludwigshafen-Oggersheim, die 1913 eröffnet wurde und von der Rhein-Haardtbahn GmbH betrieben wurde. Die Strecke war von Beginn an elektrifiziert; die Züge verkehren innerhalb Ludwigshafens und Mannheims als Straßenbahn.
Seit dem Jahr 1929 werden auch mehrere Omnibuslinien im Stadtgebiet betrieben.
Das Ende der Dampfzüge der Lokalbahn kam 1933 mit der Einstellung des Verkehrs zwischen Frankenthal und Mundenheim. Bereits 1939 wurde der Betrieb auf dem verbliebenen nördliche Streckenteil und 1955 auch auf dem verbliebenen südlichen Teilstück zwischen Mundenheim und Meckenheim eingestellt.
Zu Beginn der 1960er Jahre wurden kürzere Streckenabschnitte stillgelegt, wie in Friesenheim die Verbindung Kreuzstraße–Gemeindesaal oder in Mundenheim die Verbindung von der Rheingönheimer Straße zum Bahnhof. Dies ging einher mit der Einführung von Einrichtungswagen, die die Einführung von Wendeschleifen notwendig machte.
Der gemeinsame Betrieb mit Mannheim endete am 31. Dezember 1964, ab dem 1. Januar 1965 unterhielten die Städte Mannheim und Ludwigshafen getrennte Verkehrsbetriebe innerhalb der jeweiligen Stadtwerke. Da Ludwigshafen bisher nur die Straßenbahnstrecken unterhalten hat, jedoch keine Wagen besaß, wurden diese per Losentscheid zwischen den Städten aufgeteilt. 1973 wurden die Verkehrsbetriebe in die Verkehrsbetriebe Ludwigshafen GmbH, einer Tochtergesellschaft der Technische Werke Ludwigshafen (TWL) überführt.
Größere städtebauliche Planungen im Projekt Visitenkarte sowie Planungen an einer U-Bahn in Mannheim und Ludwigshafen beeinflussten die Baumaßnahmen der folgenden Jahre. Zunächst wurde der zwischen den Stadtteilen Mitte und Nord liegende Hauptbahnhof 1969 aufgegeben und durch einen neuen Bahnhof ersetzt, der sich am westlichen Rand der Innenstadt befindet. Hierfür wurde für die Straßenbahn eine neue Strecke gebaut, die zum Großteil im Tunnel verläuft und die am Hauptbahnhof die erste Tunnel-Haltestelle Ludwigshafens aufweist. An diese Strecke wurden die Äste nach Oggersheim, in die Saarlandstraße und Friesenheim angeschlossen.

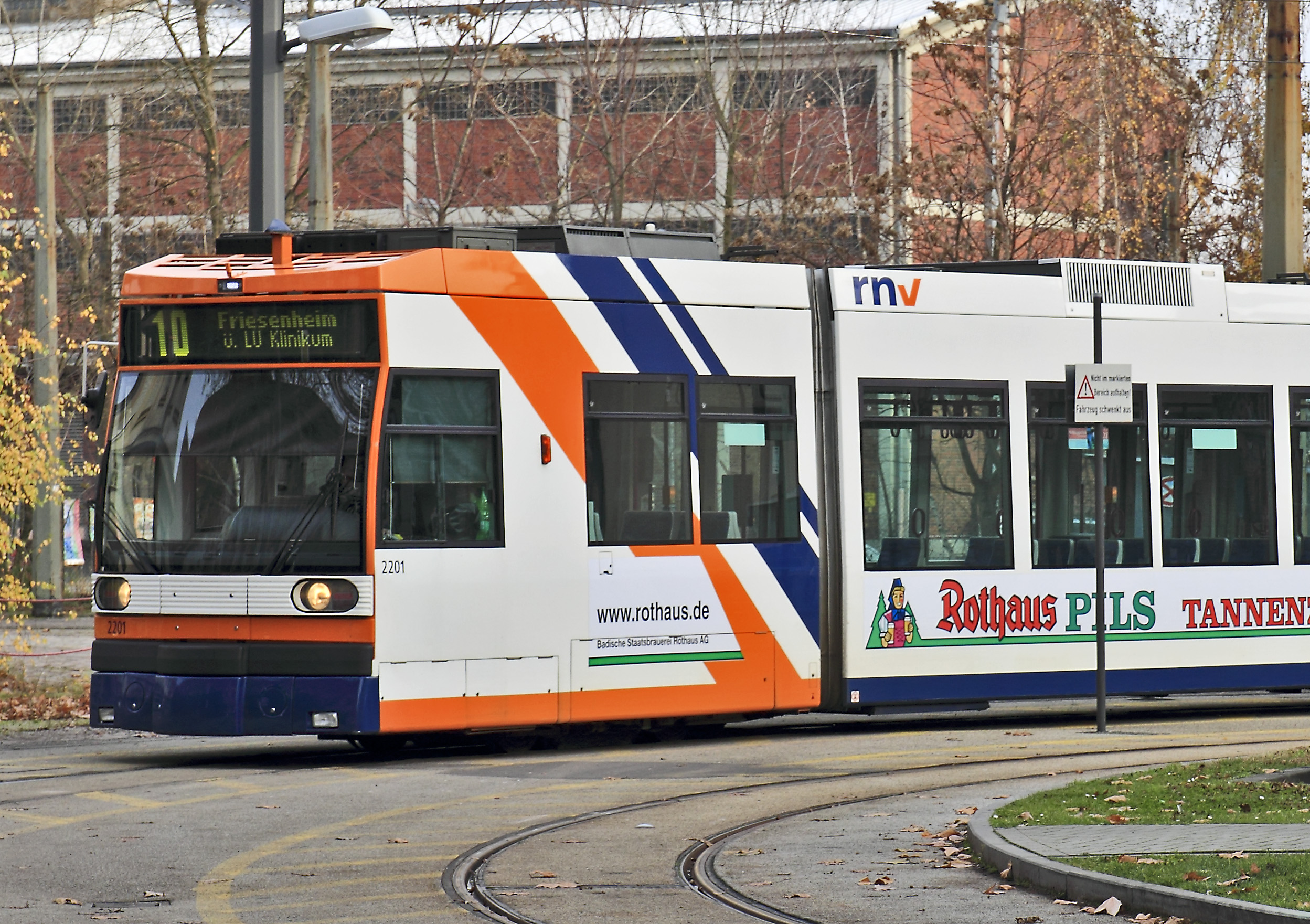
Ludwigshafener 6MGT 2201 am Luitpoldhafen in den Neueren RNV-Farben (2010)

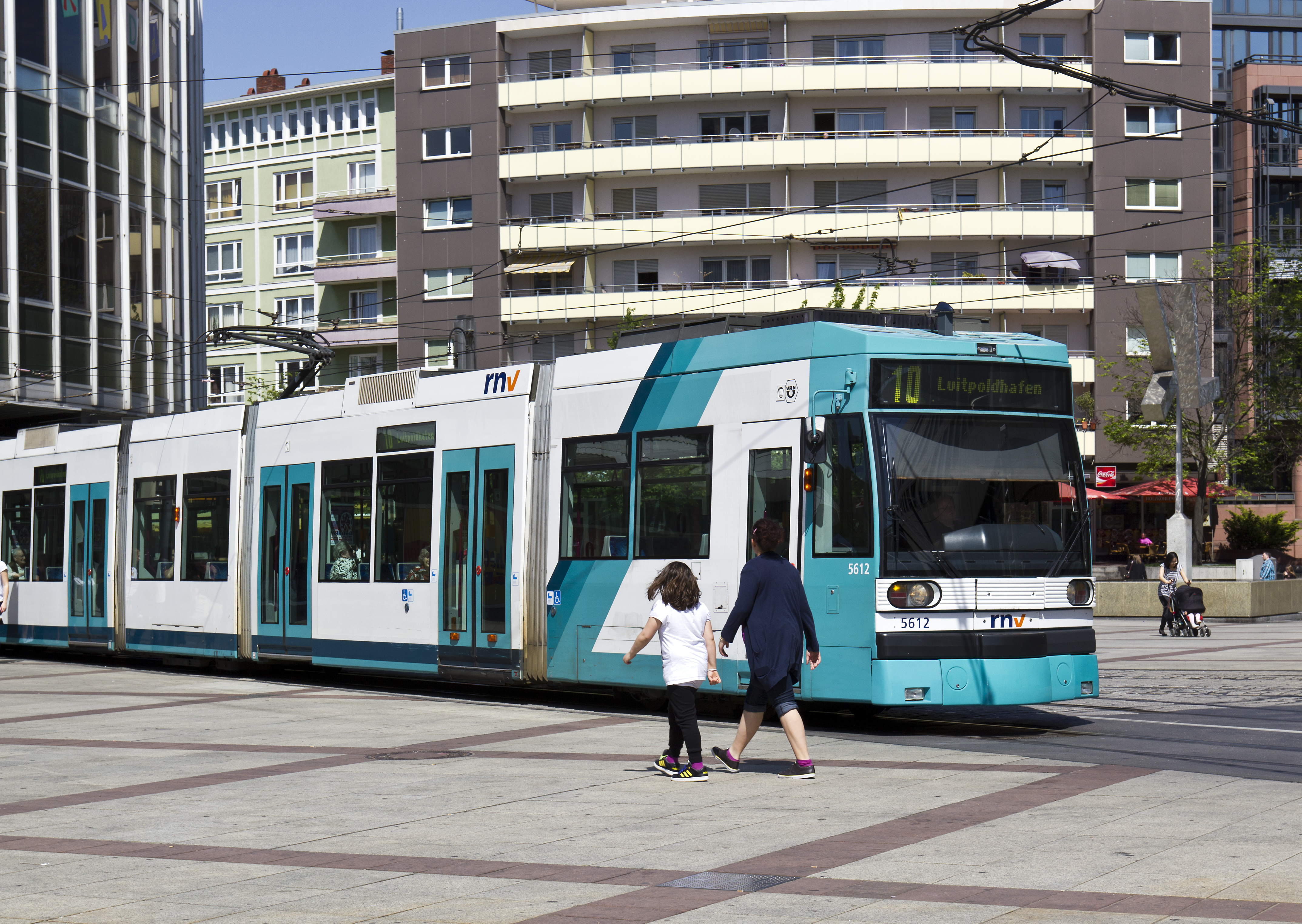
Mannheimer 6MGT 5612 auf der Linie 10 am Berliner Platz (2012)

Sahen die U-Bahn-Pläne zuerst lediglich einen unterirdischen Straßenbahnknoten im Bereich des Hauptbahnhofs und eine oberirdische Anbindung der Nordbrücke vor, änderte das sich 1971, als der Stadtrat in Vorwegnahme eines späteren U-Bahn-Netzes den Bau des C-Tunnels beschloss. 1972 wurde mit der Kurt-Schumacher-Brücke eine zweite Rheinquerung zwischen Ludwigshafen und Mannheim eröffnet. Die Anschlussstrecke wurde bis zur Eröffnung der Tunnelhaltestelle Hauptpost (heute Rathaus) 1974 noch über den Viadukt – der den ehemaligen Hauptbahnhof überquerte – bzw. nach dessen Sperrung über verschiedene Trassen über das ehemalige Bahngelände geführt. 1972 wurde die Strecke von Mundenheim nach Rheingönheim als Stadtbahn neu trassiert. 1974 wurde die neue Streckenführung zwischen Hauptpost und BASF eingeweiht, die die Strecke durch die Prinzregentenstraße ersetzte. 1976 wurde der Tunnel von der Hemshofstraße über Hauptpost C-Ebene und Danziger Platz zum Hauptbahnhof dem Verkehr übergeben. Seitdem wurden in Ludwigshafen keine neuen Tunnelstrecken mehr gebaut. Ursprüngliche Tunnelpläne von der damaligen Hauptpost unter der Bismarckstraße, Berliner Platz und Stadtteil Süd zum Mannheimer Hbf wurden nicht mehr weiter verfolgt. Mannheim verzichtete auf die Einführung einer U-Bahn und setzte weiterhin auf die Straßenbahn.
1983 wurde die Strecke nach Oggersheim stadtbahnmäßig ausgebaut. Dies geschah durch den Bau einer neuen, völlig vom sonstigen Verkehr getrennten Trasse, die kurz nach der Haltestelle Hauptfriedhof die Frankenthaler Straße verlässt und am Krankenhaus Zum Guten Hirten wieder die alte Trasse erreicht. Damit verschwanden die Straßenbahnen aus der Frankenthaler Straße, die durch die Seitenlage der Gleise oft in Unfälle verwickelt wurden. Mit dieser Streckenverlegung verlief der Großteil des Streckennetzes auf besonderem Bahnkörper, so dass es heute nur noch wenige typische Straßenbahnstrecken in Ludwigshafen gibt.
Seit Anfang der 1990er Jahre konzentrierten sich die Verkehrsbetriebe auf den stadtbahngemäßen Ausbau der bestehenden Strecken sowie den Neubau des Betriebshofes für Busse sowie die Stadtbahnwagen. Auch wurde die Erneuerung des Fuhrparkes vorangetrieben: durch die Anschaffung von 14 sechsachsigen und zwei achtachsigen Niederflurfahrzeugen der Unternehmen DUEWAG und Siemens in den Jahren 1994/95 (baugleich mit den Mannheimer Fahrzeugen) sowie von acht Niederflurfahrzeugen des Typs „Rhein-Neckar Variobahn“ des Unternehmens Bombardier im Jahr 2003 kann seit dem Winterfahrplan 2005/2006 auf den Hauptlinien nahezu durchgehend niederflurig gefahren werden. Dies wurde unter anderem durch eine Linienoptimierung und die viel kritisierte Einstellung der Linie 11 Friesenheim–Berliner Platz ermöglicht.

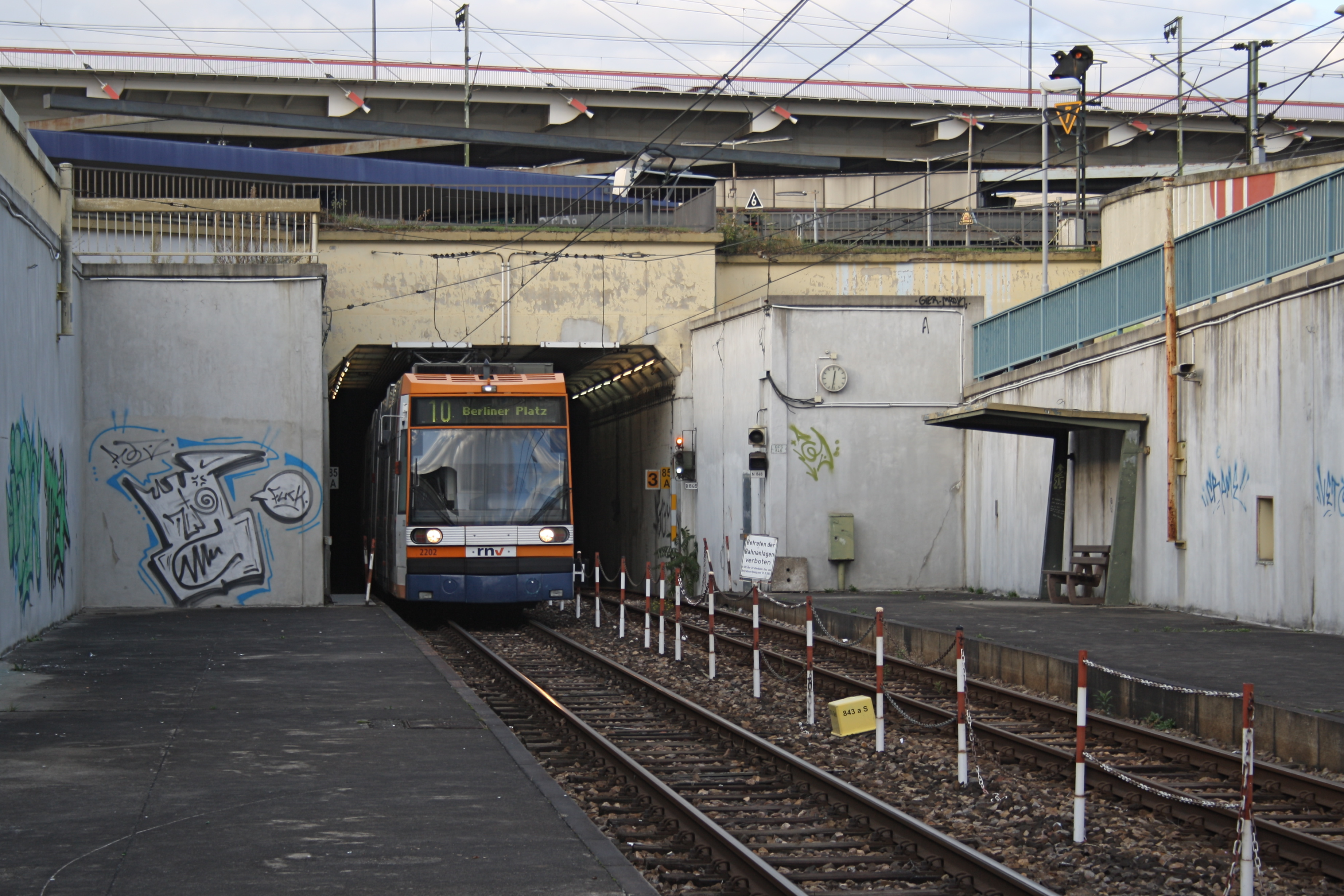
Der Ludwigshafener 6MGT 2202 verlässt den Tunnel vom Hauptbahnhof und fährt durch die Stillgelegte Haltestelle "Ostausgang"

Im Jahr 2008 hat die Stadt Ludwigshafen aus Gründen der geringen Nachfrage und im Zuge von Sparmaßnahmen ihren längsten Stadtbahntunnel stillgelegt. Die etwa 2,6 Kilometer lange Strecke auf unabhängigem Bahnkörper (davon etwa zwei Kilometer im Tunnel) führte von der Haltestelle Hemshofstraße über Rathaus und Hauptbahnhof Ostausgang zum Südwest-Stadion und wies drei Tunnelstationen bzw. Bahnhofsteile und eine Station in Troglage auf. Sie war abschnittsweise erst in den Jahren 1969 und 1976 eröffnet worden und wurde schon seit längerer Zeit nur noch in der Hauptverkehrszeit bedient. Der Abschnitt von Hauptbahnhof bis Südwest-Stadion ist seitdem ohne Linienverkehr, für Betriebs- und Umleitungsfahrten aber weiterhin befahrbar. Die ehemalige Haltestelle Ostausgang wird aber auch bei Umleitungsfahrten nicht mehr bedient. Der übrige Abschnitt zwischen Hemshofstraße und Hauptbahnhof besteht derzeit noch als standsicher unterhaltenes Bauwerk. Nach aktuellen Planungen soll der Tunnel dort zurückgebaut werden, wo er dem Projekt „Stadtstraße“ (Abriss der nördlichen Hochstraße) und den in Folge möglichen neuen Gebäuden im Weg ist.
Zum Winterfahrplanwechsel 2008 wurde das Bus- und Straßenbahnliniennetz in Ludwigshafen komplett umgestaltet, um den aktuellen Verkehrsströmen besser gerecht zu werden. Unter anderem wurden die Linien 4 und 14 vereinigt. Um den Nahverkehr attraktiver zu machen, wurden samstags und sonntags auf den meisten Stadtbahn- und Buslinien sowohl in Ludwigshafen als auch in Mannheim die Taktzeiten verkürzt. Die Busse fahren nun im einheitlichen 20-Minuten-Takt, an Werktagen außer samstags mit einigen Verdichtungen in den Pendlerzeiten im 10-Minuten-Takt. Der Takt der Straßenbahnlinien wurde an Sonn- und Feiertagen tagsüber zum 20-Minuten-Takt verdichtet.
Weiterhin wurde ab Anfang 2008 die End- und Umsteigehaltestelle Oppau umgestaltet. Verwirklicht wurde eine Anlage mit einem Ankunfts- und zwei Abfahrtsbahnsteigen, die in der Geraden liegen und von Bus und Straßenbahn gleichermaßen genutzt werden, weiterhin das Anlegen eines P+R-Parkplatzes. Die Haltestelle Horst-Schork-Straße entfiel.
Die Bus- und Stadtbahnhaltestelle am Pfalzbau im Stadtzentrum wurde barrierefrei ausgebaut und ist seit Anfang Oktober 2016 wieder in Betrieb.

## Fahrzeugpark

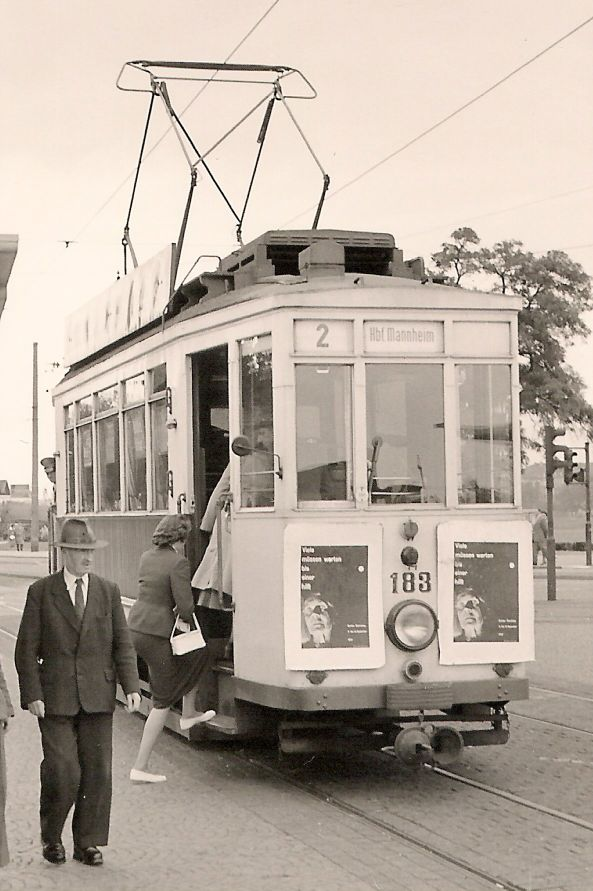
Mannheimer Straßenbahnwagen der Vorkriegsbauart

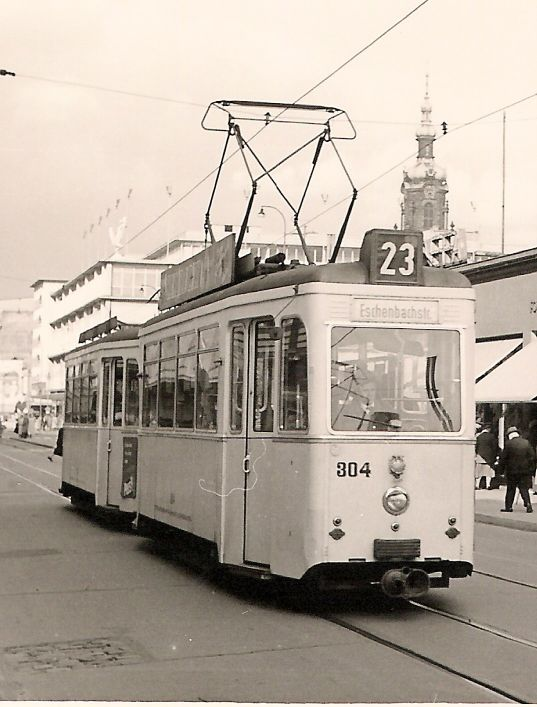
Mannheimer Straßenbahnwagen der Nachkriegsbauart

Wie andere Städte in Westdeutschland, begann auch dieser Verkehrsbetrieb seine Fahrzeugflotte nach dem Zweiten Weltkrieg zu modernisieren. Dem auf Fahrgestellen kriegszerstörter Zweiachs-Wagen hergestellten Aufbauwagen folgte der Verbandswagen, der als Neubau auf neuen Fahrgestellen verwirklicht wurde. Beide Fahrzeugtypen stellten eine Weiterentwicklung des Kriegsstraßenbahnwagens dar.
Ab 1958 folgten die ersten Gelenkwagen. Von Düwag in Düsseldorf wurden bis 1967 124 Einrichtungswagen des Einheitstyps GT 6 geliefert. Diese bekamen die Wagennummern 312 bis 435. Im Zuge der Teilung der Betriebe wurden im Losverfahren 46 Triebwagen nach Ludwigshafen abgegeben. 1968 wurden drei Wagen aus Heidelberg übernommen. 1967 beschafften beide Betriebe weitere Sechsachser; 15 GT6 wurden in Mannheim unter den Wagennummern 436 bis 450 in den Fuhrpark eingereiht, sechs GT6 erhielten in Ludwigshafen die Nummern 147 bis 152. Vier der Ludwigshafener GT6 (148–151) wurden 1970 zum GT8 , Also um 2 Achsen verlängert, was 1971 zu der Beschaffung von sieben weiteren GT8  (153–159) führte. Unabhängig davon verkehrten ab 1967 vier ET12 im Netz, seinerzeit die längsten Straßenbahnwagen der Welt.
Eine verbesserte Version des GT6 wurde 1970 mit zwanzig Exemplaren des Typs Mannheim beschafft. 23 Mannheimer GT6 wurden 1993 in GT8N umgebaut und dabei mit einem Niederflurmittelteil versehen.
Ab 1994 wurden die erwähnten 50 Niederflurwagen von Düwag des Typs 6MGT geliefert. Wagen desselben Typs wurden auch an Ludwigshafen sowie 5 Verlängerte Versionen als Achtachser (ET8N) für die Rhein-Haardtbahn geliefert.
Mit der achtachsigen Rhein-Neckar-Variobahn von Bombardier folgten ab 2002 zehn weitere Niederflurwagen. Diese wurden mit nur geringen Unterschieden auch von Ludwigshafen, Heidelberg und der OEG beschafft (Ludwigshafen und OEG: sechsachsig). 2006/2007 erfolgte die zweite Lieferung mit zehn sechsachsigen Variobahnwagen für die OEG sowie drei Zweirichtungs-Sechsachsern sowie drei Einrichtungs-Sechsachsern für Mannheim. Im Jahr 2010 erfolgte die Lieferung weiterer acht Variobahnwagen (Zweirichtungs-Sechsachser) für die OEG sowie drei Einrichtungs-Achtachser für Mannheim. Diese sind mit Supercaps ausgerüstet, mit deren Hilfe ein Drittel der Energie eingespart werden kann und kürzere oberleitungsfreie Abschnitte überbrückt werden können.
Unter dem Projektnamen Rhein-Neckar-Tram 2020 werden seit Oktober 2022 Niederflurwagen der Serien ForCity Smart 36T, 37T und 38T von Škoda Transportation geliefert. Die Bestellung umfasste zunächst 80 Fahrzeuge und hat ein Volumen von 265 Millionen Euro. 2024 wurde die Option über 34 weitere Wagen eingelöst. Dabei werden 30 Meter, 40 Meter und 60 Meter lange Wagen beschafft, um der gestiegenen Nachfrage gerecht zu werden. Die 60-Meter-Wagen sind die aktuell längsten meterspurigen Straßenbahnen der Welt, die Vorstellung des ersten Langzuges erfolgte am 10. Oktober 2024.  Die neuen Fahrzeuge sollen vor allem die Wagen des Typs 6MGT, ET8N, sowie ältere Variobahn-Fahrzeuge ersetzen.

## Linienchronik
Die Haltestellen sind jeweils mit dem heutigen Namen angegeben.

### Liniennetz ab 15. Oktober 1956 (Einführung von Liniennummern für Omnibuslinien)
| Linie | Linienweg |
| ----- | --- |
| 1     | MA Hauptbahnhof – Wasserturm – Paradeplatz – Rheinstraße – weiter als Linie 2 |
| 2     | aus Linie 1 – Rheinstraße – Kurpfalzkreisel – Rosengarten – MA Hauptbahnhof |
| 3     | Waldhof – Luzenberg – Kurpfalzkreisel – Paradeplatz – Schloss – Rheinlust – Berliner Platz – LU Rathaus – (Viadukt) – BASF – Oppau                                                                            |
| 4     | Käfertal – Friedrich-Ebert-Brücke – Rosengarten – MA Hauptbahnhof – Berliner Platz – LU Rathaus – (Viadukt) – Marienkirche – Ebertpark                                                                        |
| 5     | (Diffenéstraße –) Neckarstadt West – Kurpfalzkreisel (– Paradeplatz – Wasserturm – Tattersall – Planetarium – Neuostheim) (Kurpfalzkreisel – Neuostheim nur zur HVZ, ebenso Diffenéstraße – Neckarstadt West) |
| 6     | Feudenheim, Kirche – (direkt) – Friedrich-Ebert-Brücke – Rosengarten – MA Hauptbahnhof |
| 7     | Käfertal – Friedrich-Ebert-Brücke – (direkt) – Kurpfalzkreisel – Paradeplatz – Wasserturm – Tattersall – Neckarau Bf – Neckarau, Matthäuskirche                                                               |
| 9     | Mundenheim – Saarlandstraße – Berliner Platz – LU Rathaus – (Viadukt) – BASF – Friesenheim, Gemeindehaus |
| 10    | Waldhof – Luzenberg – Kurpfalzkreisel – (direkt) – Friedrich-Ebert-Brücke – (direkt) – Feudenheim, Kirche |
| 11    | Rheingönheim – Mundenheim – Saarlandstraße – Berliner Platz – Pfalzbau – Danziger Platz – Rotes Kreuz – Oggersheim, Schillerplatz                                                                             |
| 12    | Waldhof – Kurpfalzkreisel – Rosengarten – MA Hauptbahnhof (nur zur HVZ) |
| 13    | Rheingönheim – Mundenheim – Saarlandstraße – Berliner Platz – LU Rathaus – (Viadukt) – BASF – Eschenbachstraße (nur HVZ)                                                                                      |
| 15    | Neckarstadt West – Kurpfalzkreisel – Rosengarten – Tattersall – Planetarium |
| 16    | Feudenheim, Kirche – (direkt) – Friedrich-Ebert-Brücke – (direkt) – Kurpfalzkreisel – Paradeplatz – Schloss – (direkt) – Tattersall – Neckarau Bf – Rheinau Nord – Rheinau Bf                                 |
| 17    | Käfertal – Friedrich-Ebert-Brücke – (direkt) – Kurpfalzkreisel – Paradeplatz – Wasserturm – Tattersall – Neckarau Bf – Rheinau Nord – Rheinau Bf (nur zur HVZ)                                                |
| 19    | Friesenheim, Gemeindehaus – Marienkirche – (Viadukt) – LU Rathaus – Pfalzbau – Luitpoldhafen |
| 21    | Luitpoldhafen – Berliner Platz – Pfalzbau – Danziger Platz – Rotes Kreuz – Oggersheim, Schillerplatz (nur zur HVZ)                                                                                            |
| 25    | Sandhofen – Luzenberg – Kurpfalzkreisel – Paradeplatz – Wasserturm – Tattersall – Planetarium – Neuostheim |
| 26    | Sandhofen – Luzenberg – Kurpfalzkreisel – Paradeplatz – Schloss – (direkt) – Tattersall – Neckarau Bf – Rheinau Nord – Rheinau Bf                                                                             |

### Liniennetz ab 1. Oktober 1972 (Inbetriebnahme der Kurt-Schumacher-Brücke)
| Linie                                                          | Linienweg |
| -------------------------------------------------------------- | --- |
| Straßenbahnlinien, die in Mannheim und Ludwigshafen verkehrten | |
| 3                                                              | Schönau – Waldhof – Kurpfalzbrücke – Paradeplatz – Schloss – Konrad-Adenauer-Brücke – Berliner Platz – Hauptpost – BASF – Oppau                                                                                            |
| 4                                                              | Käfertal – Friedrich-Ebert-Brücke – Wasserturm – MA Hauptbahnhof – Konrad-Adenauer-Brücke – Berliner Platz – Pfalzbau – LU Hauptbahnhof – Oggersheim                                                                       |
| 12                                                             | Vogelstang – Feudenheim – Friedrich-Ebert-Brücke – Kurpfalzbrücke – Rheinstraße (– Kurt-Schumacher-Brücke – Hauptpost – Pfalzbau – LU Hauptbahnhof – Ebertpark) (zwischen Rheinstraße und Ebertpark nur im Winterfahrplan) |
| 17                                                             | Rheinau Nord – Neckarau – Tattersall – Wasserturm – Paradeplatz – Rheinstraße – Kurt-Schumacher-Brücke – Hauptpost – Berliner Platz – Saarlandstraße – Mundenheim – Rheingönheim                                           |
| 24                                                             | (nur zur HVZ) Käfertal – Friedrich-Ebert-Brücke – Wasserturm – MA Hauptbahnhof – Konrad-Adenauer-Brücke – Berliner Platz – Hauptpost – BASF – Oppau                                                                        |
| 29                                                             | (nur zur HVZ) Waldhof – Luzenberg – Kurpfalzkreisel – Paradeplatz – Wasserturm – MA Hauptbahnhof – Konrad-Adenauer-Brücke – Berliner Platz – Pfalzbau – Saarlandstraße – LU Hauptbahnhof – Hans-Warsch-Platz – Oggersheim  |
| Straßenbahnlinien, die nur in Mannheim verkehrten              | |
| 1                                                              | Waldhof – Kurpfalzbrücke – Wasserturm – MA Hauptbahnhof – weiter als Linie 2 |
| 2                                                              | von Linie 1 – MA Hauptbahnhof – Schloss – Paradeplatz – Kurpfalzbrücke – Friedrich-Ebert-Brücke – Feudenheim – Vogelstang                                                                                                  |
| 5                                                              | E-Werk – Kurpfalzbrücke – Paradeplatz – Schloss – MA Hauptbahnhof – weiter als Linie 6 |
| 6                                                              | von Linie 5 – MA Hauptbahnhof – Wasserturm – Paradeplatz – Kurpfalzbrücke – Sandhofen |
| 7                                                              | Käfertal – Friedrich-Ebert-Brücke – Kurpfalzbrücke – Rheinstraße – Paradeplatz – Wasserturm – Tattersall – Neuostheim |
| 13                                                             | Schönau – Waldhof – Kurpfalzbrücke – Paradeplatz – Schloss – MA Hauptbahnhof – Tattersall – Pflanzenschauhaus (– Neuostheim, nur HVZ)                                                                                      |
| 16                                                             | Feudenheim – Friedrich-Ebert-Brücke – Kurpfalzbrücke – Paradeplatz – Schloss – MA Hauptbahnhof – Tattersall – Neckarau – Rheinau                                                                                           |
| 21                                                             | Waldhof – Kurpfalzbrücke – Paradeplatz – Schloss – MA Hauptbahnhof – Wasserturm – Friedrich-Ebert-Brücke – Feudenheim (nur zur HVZ)                                                                                        |
| 26                                                             | Sandhofen – Kurpfalzbrücke – Paradeplatz – Schloss – MA Hauptbahnhof – Tattersall – Neckarau – Rheinau (nur zur HVZ) |
| 27                                                             | Käfertal – Friedrich-Ebert-Brücke – Kurpfalzbrücke – Paradeplatz – Wasserturm – Tattersall – Neckarau – Rheinau Nord (nur zur HVZ)                                                                                         |
| Straßenbahnlinien, die nur in Ludwigshafen verkehrten          | |
| 8                                                              | Rheingönheim – Mundenheim – Saarlandstraße – LU Hauptbahnhof – Danziger Platz – BASF – Oppau (nur zur HVZ) |
| 9                                                              | Mundenheim – Saarlandstraße – Berliner Platz – Hauptpost – BASF – Friesenheim – weiter Als Linie 19 |
| 11                                                             | Mundenheim – Saarlandstraße – Berliner Platz – Pfalzbau – LU Hauptbahnhof – Oggersheim (nur zur HVZ) |
| 19                                                             | von Linie 9 – Friesenheim – Ebertpark – Marienkirche – LU Hauptbahnhof – Pfalzbau – Berliner Platz – Luitpoldhafen |
| 28                                                             | Mundenheim – Saarlandstraße – LU Hauptbahnhof – Danziger Platz – Pfalzbau – Hauptpost – BASF – Oppau (Schnelllinie mit roter Liniennummer, mo–fr nur 8–19 Uhr, samstags 7–19 Uhr, sonn- und feiertags 12–19 Uhr)           |

### Liniennetz ’85 – gültig von März 1985 bis 1995
| Linie | Linienweg |
| ----- | --- |
| 30    | Schönau – Waldhof – Luzenberg – Kurpfalzbrücke – Paradeplatz – MA Hauptbahnhof – Tattersall – Neckarau – Rheinau                                                               |
| 31    | Waldhof – Luzenberg – Kurpfalzbrücke – Paradeplatz – Wasserturm – Tattersall – Neckarau – Rheinau, Karlsplatz                                                                  |
| 32    | Neckarstadt West – Kurpfalzbrücke – Luisenring – Paradeplatz – Wasserturm – Friedrich-Ebert-Brücke – Feudenheim                                                                |
| 33    | Käfertal – Friedrich-Ebert-Brücke – Kurpfalzstraße – Konrad-Adenauer-Brücke – Berliner Platz – LU Rathaus – BASF – Oppau                                                       |
| 34    | Käfertal – Friedrich-Ebert-Brücke – Wasserturm – MA Hauptbahnhof – Konrad-Adenauer-Brücke – Berliner Platz – LU Hauptbahnhof – Oggersheim                                      |
| 35    | Diese Liniennummer war für eine Linie auf der geplanten B-Linie nach Lindenhof und Neckarau West vorgesehen. Diese wurde erst 1995 verwirklicht, daher gab es diese Linie nie. |
| 36    | Sandhofen – Luzenberg – Kurpfalzbrücke – Paradeplatz – Wasserturm – Tattersall – Neuostheim                                                                                    |
| 37    | Vogelstang – Friedrich-Ebert-Brücke – Wasserturm – Paradeplatz – Kurt-Schumacher-Brücke – LU Rathaus – Berliner Platz – Mundenheim – Rheingönheim                              |
| 39    | Luitpoldhafen – Berliner Platz – LU Hauptbahnhof – Ebertpark – Friesenheim – weiter als Linie 49                                                                               |
| 40    | Schönau – Waldhof – Luzenberg – Kurpfalzbrücke – Friedrichsring – MA Hauptbahnhof – Konrad-Adenauer-Brücke – Berliner Platz – LU Rathaus – BASF – Oppau                        |
| 41    | Schönau – Waldhof – Luzenberg – Kurpfalzbrücke – Paradeplatz – Wasserturm – MA Hauptbahnhof                                                                                    |
| 42    | Feudenheim – Friedrich-Ebert-Brücke – Kurpfalzstraße – Paradeplatz – weiter als Linie 43                                                                                       |
| 43    | Käfertal – Friedrich-Ebert-Brücke – Planken – Paradeplatz – weiter als Linie 42                                                                                                |
| 44    | Käfertal – Friedrich-Ebert-Brücke – Rosengarten – Tattersall – Neckarau – Rheinau, Karlsplatz                                                                                  |
| 45    | Vogelstang – Friedrich-Ebert-Brücke – Luisenring – Paradeplatz – Tattersall – Neckarau – Rheinau                                                                               |
| 46    | Sandhofen – Luzenberg – Kurpfalzbrücke – Paradeplatz – MA Hauptbahnhof – Tattersall – Neckarau – Rheinau                                                                       |
| 47    | Vogelstang – Friedrich-Ebert-Brücke – Kurpfalzstraße – MA Hauptbahnhof – Tattersall – Neuostheim                                                                               |
| 48    | Rheingönheim – Südweststadion – LU Hauptbahnhof – LU Rathaus – BASF – Oppau |
| 49    | Mundenheim Rheinturmstraße – Berliner Platz – LU Rathaus – BASF – Friesenheim – weiter als Linie 39                                                                            |
| OEG A | Kurpfalzbrücke – Seckenheim – Edingen – Heidelberg – Schriesheim – Weinheim – Viernheim – Käfertal – MA Hauptbahnhof                                                           |
| OEG B | Kurpfalzbrücke – Seckenheim |
| OEG C | MA Hauptbahnhof – Käfertal – Wallstadt – Heddesheim |
| RHB   | MA Hauptbahnhof – Wasserturm – Paradeplatz – Kurt-Schumacher-Brücke – LU Rathaus – LU Hauptbahnhof – Oggersheim West – Maxdorf – Bad Dürkheim                                  |

### Liniennetz gültig von 1995 bis 2008
Linie 1Schönau – Waldhof – Luzenberg – Alte Feuerwache – Neckartor – Paradeplatz – Schloss – MA Hauptbahnhof – Tattersall – Schwetzingerstadt – Neckarau Bf – Karlsplatz – Rheinau Bf
Linie 2Neckarstadt West – Alte Feuerwache – Dalbergstraße – Rheinstraße – Paradeplatz – Wasserturm – Rosengarten – Universitätsklinikum – Hauptfriedhof – Neckarplatt – Feudenheim
Linie 3Sandhofen – Luzenberg – Alte Feuerwache – Neckartor – Paradeplatz – Wasserturm – MA Hauptbahnhof – Berliner Platz – LU Rathaus – BASF – Friesenheim Ost – Oppau
Linie 4(Heddesheim –) Käfertal – Universitätsklinikum – Nationaltheater – Gewerkschaftshaus – Neckartor – Paradeplatz – Schloss – Berliner Platz – Pfalzbau – LU Hauptbahnhof – LU Hauptfriedhof – Heinrich-Pesch-Haus – Hans-Warsch-Platz – Oggersheim (seit Eröffnung der Strecke über die Schafweide führt die Linie 4 zwischen Neckartor und Universitätsklinikum über die Haltestellen Alte Feuerwache und Schafweide)
Linie 5R (OEG)Rundlinie Mannheim–Heidelberg–Weinheim–Mannheim, Fahrweg in Mannheim: aus Heidelberg über Weinheim – Viernheim siehe Bahnstrecke Mannheim–Weinheim – Käfertal – Universitätsklinikum – Nationaltheater – Rosengarten – MA Hbf – Schloss – Paradeplatz – Neckartor – Collini-Center – Fernmeldeturm – Neuostheim – Seckenheim – weiter über Edingen Richtung Heidelberg siehe Bahnstrecke Mannheim–Heidelberg
Linie 6Rheingönheim – Mundenheim – Südwest-Stadion – Berliner Platz – LU Rathaus – Rheinstraße – Paradeplatz – Wasserturm – Tattersall – Werderstraße – Planetarium – Landesmuseum – Carl-Benz-Stadion – Neuostheim (nach Eröffnung der Strecke nach Neuhermsheim führte jede zweite Fahrt der Linie 6 als Linie 6A ab Planetarium über Neuhermsheim Richtung SAP-Arena S-Bf und zurück) (nach Eröffnung der Strecke von Neuostheim an den Rangierbahnhof fuhr die Linie 6 morgens und nachmittags sowie bei Veranstaltungen in der SAP-Arena sowie auf dem Maimarkt ganztägig von Neuostheim weiter nach SAP-Arena S-Bf, wo sie auf die Linie 6A traf)
Linie 7Vogelstang – Neckarplatt – Hauptfriedhof – Universitätsklinikum – Nationaltheater – Gewerkschaftshaus – Neckartor – Paradeplatz – Wasserturm – MA Hauptbahnhof – Lindenhof – Neckarau West (nach Eröffnung der Strecke an die Rheingoldhalle jede zweite Fahrt der Linie 7 bis zur Rheingoldhalle)
Linie 9 (bis 2006 als V)Neckarau West – Lindenhof – MA Hauptbahnhof – Tattersall – Werderstraße – Planetarium – Luisenpark/Landesmuseum. (seit Einführung der Linie 6A fuhr die Linie 9 weiter bis Neuostheim, um auf dem Ast Planetarium – Neuostheim in der Berufszeit annähernd einen 10-Minuten-Takt zu erhalten) (Die Linie 9 wurde meist für Ausrückerfahrten aus dem Betriebshof Möhlstraße sowie Schülerfahrten verwendet. Durchgehende Fahrten von Neckarau bis Neuostheim gab es nur an Schultagen)
Linie 10Friesenheim – Sternstraße – Ebertpark – Klinikum LU – LU Hauptbahnhof – Pfalzbau – Berliner Platz – Luitpoldhafen (nach Wegfall der Linie 11 verkehrte Linie 10 auch zwischen Ruthenstraße und Friesenheim, um an der Ruthenstraße über das Gleisdreieck zu wenden)
Linie 11 (alter Fahrweg)Friesenheim – Schopenhauerstraße – BASF – LU Rathaus – Berliner Platz – Luitpoldhafen
Linie 11 (neuer Fahrweg)Ringlinie: Friesenheim → Schopenhauerstraße → BASF → LU Rathaus (C-Ebene) → LU Hauptbahnhof → Südwest-Stadion → Berliner Platz → LU Rathaus → BASF → Schopenhauerstraße → Friesenheim (Die Linie 11 wurde im Jahr 2004 eingestellt)
Linie 12Rheingönheim – Mundenheim – Südwest-Stadion – LU Hauptbahnhof – LU Rathaus (C-Ebene) – BASF – Friesenheim Ost – Oppau (In den letzten Jahren verkehrte die Linie 12 nur noch zu den Hauptverkehrszeiten. Nach Einstellung der Linie 11 führte die Linie 12 teilweise über die Ruthenstraße. Im Dezember 2008 wurde sie komplett eingestellt. Am letzten Verkehrstag, dem 12. Dezember 2008, fand ab 12 Uhr Sonderverkehr auf der Linie 12 statt)
Linie RHB (alter Fahrweg)Bad Dürkheim – Oggersheim – Hans-Warsch-Platz – Heinrich-Pesch-Haus – LU Hauptfriedhof – LU Hauptbahnhof – Pfalzbau – LU Rathaus – Rheinstraße – Paradeplatz (ab hier Fahrt nur in einer Richtung zum Richtungswechsel) → Schloss → MA Hauptbahnhof → Wasserturm → Paradeplatz – Rheinstraße – zurück nach Bad Dürkheim
Linie RHB (neuer Fahrweg)Bad Dürkheim – Oggersheim – Hans-Warsch-Platz – Heinrich-Pesch-Haus – LU Hauptfriedhof – LU Hauptbahnhof – Pfalzbau – Berliner Platz – MA Hauptbahnhof (ab hier Fahrt nur in einer Richtung zum Richtungswechsel) → Rosengarten → Gewerkschaftshaus → Neckartor → Paradeplatz → Wasserturm → MA Hauptbahnhof – Berliner Platz – zurück nach Bad Dürkheim (2006 wurde die Linie RHB zur Linie 14 (nach dem Fahrplanwechsel im Dezember)): :: Linie X:: Rheinau Bf – Karlsplatz – Neckarau Bf – Tattersall – MA Hauptbahnhof – Berliner Platz – LU Rathaus – BASF – Friesenheim Ost – Oppau

### Liniennetz gültig von 2008 bis 2016

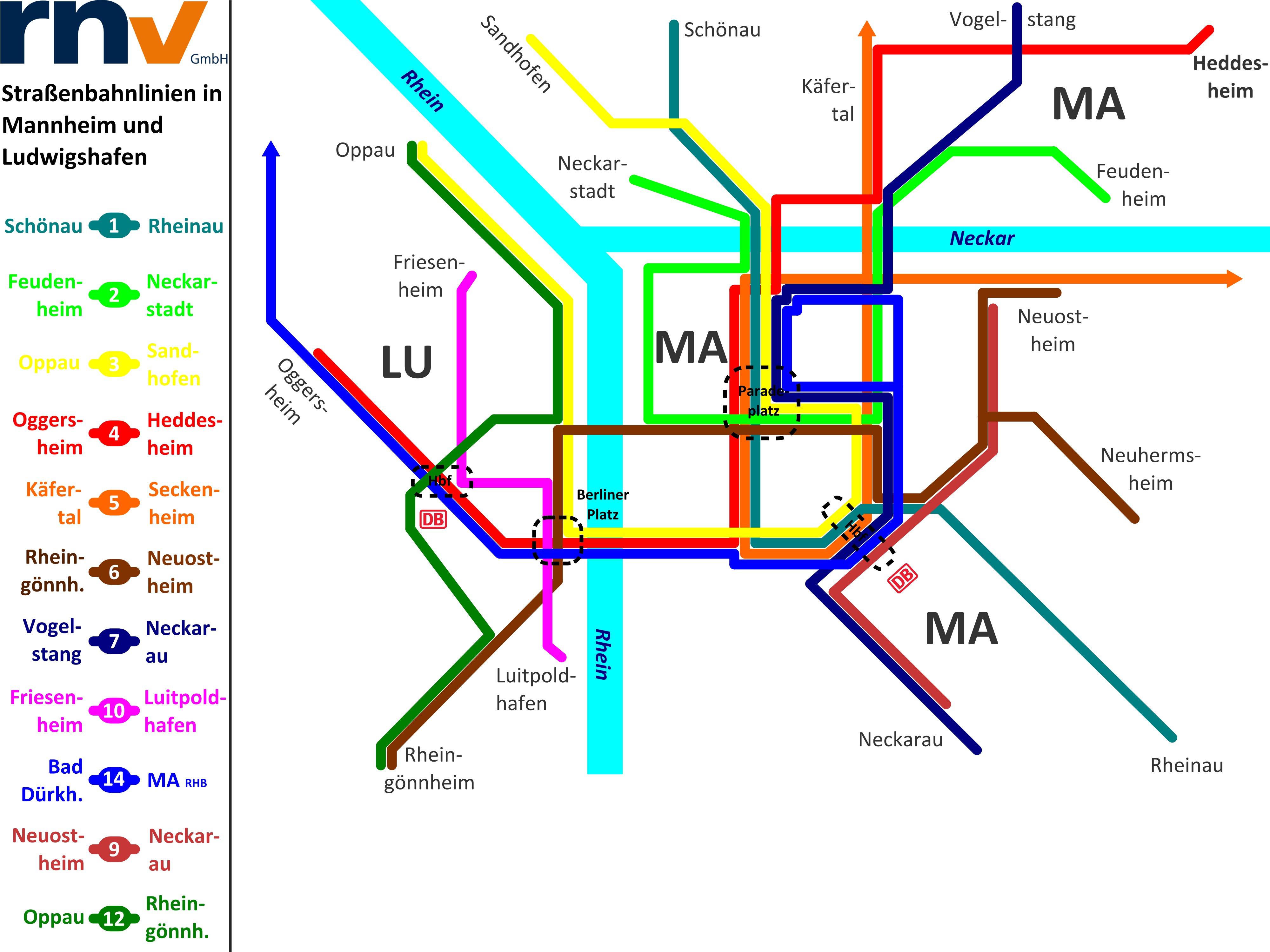
Schematischer Plan der Straßenbahn in Mannheim und Ludwigshafen (vor Dezember 2008)

Im Dezember 2008 wurden folgende Linienänderungen verwirklicht:
- Die Linien 3 und 4 tauschten zwischen Mannheim Paradeplatz und Ludwigshafen Berliner Platz ihren Linienweg.
- Die Linien 3 und 7 tauschten südlich des Paradeplatzes den Linienweg.
- Um die dadurch wegfallende Direktverbindung zwischen BASF und Mannheim Hauptbahnhof (ehemals Linie 3) zu den Hauptverkehrszeiten aufrechtzuerhalten, wurde Linie 8 geschaffen, welche jedoch seit 1995 bereits als Expresszuglinie X existierte.
- Die Linie 14 (= RHB). wurde in die Linie 4 integriert.
- Die Linie 12 wurde ersatzlos eingestellt. Dadurch wird die Tunnelstrecke zwischen Ludwigshafen Rathaus und Ludwigshafen Hauptbahnhof nicht mehr bedient, die Strecke Ludwigshafen Hauptbahnhof – Südwest-Stadion dient als Betriebsstrecke.

Linie 1: Schönau – Waldhof – Luzenberg – Alte Feuerwache – Neckartor – Paradeplatz – Schloss – MA Hauptbahnhof – Tattersall – Schwetzingerstadt – Neckarau Bf – Karlsplatz – Rheinau Bf
Linie 2: Neckarstadt West – Alte Feuerwache – Dalbergstraße – Rheinstraße – Paradeplatz – Wasserturm – Rosengarten – Universitätsklinikum – Hauptfriedhof – Neckarplatt – Feudenheim
Linie 3: Sandhofen – Luzenberg – Alte Feuerwache – Neckartor – Paradeplatz – Wasserturm – MA Hauptbahnhof – Lindenhof – Neckarau West – Rheingoldhalle
Linie 4 (RHB): Heddesheim – Wallstadt – Käfertal – Universitätsklinikum – Schafweide – Abendakademie – Paradeplatz – MA Hauptbahnhof – Berliner Platz – Pfalzbau – LU Hauptbahnhof – LU Hauptfriedhof – Heinrich-Pesch-Haus – Hans-Warsch-Platz – Oggersheim – Maxdorf – Bad Dürkheim
Linie 5 (OEG): Mannheim – Seckenheim – Edingen – Heidelberg – Schriesheim – Weinheim – Viernheim – Käfertal – Mannheim
Linie 6: Rheingönheim – Mundenheim – Südwest-Stadion – Berliner Platz – LU Rathaus – Rheinstraße – Paradeplatz – Wasserturm – Tattersall – Werderstraße – Planetarium – Landesmuseum – Carl-Benz-Stadion – Neuostheim
Linie 6A: Rheingönheim – Mundenheim – Südwest-Stadion – Berliner Platz – LU Rathaus – Rheinstraße – Paradeplatz – Wasserturm – Tattersall – Werderstraße – Planetarium – Landesmuseum Süd – Neuhermsheim – SAP-Arena S-Bf
Linie 7: Vogelstang – Neckarplatt – MA Hauptfriedhof – Universitätsklinikum – Nationaltheater – Gewerkschaftshaus – Neckartor – Paradeplatz – Schloss – Berliner Platz – BASF – Oppau
Linie 8: (Expresslinie) (Rheinau – Neckarau –) Krappmühlstraße – Hauptbahnhof – Berliner Platz – Oppau
Linie 9: (nur an Schultagen) Neckarau West – Lindenhof – Hauptbahnhof – Tattersall – Werderstraße – Planetarium – Neuostheim (ab Dezember 2010 nur noch zwischen Hauptbahnhof und Neuostheim)
Linie 10: Luitpoldhafen – Berliner Platz – LU Hauptbahnhof – LU Klinikum – Friesenheim Mitte
Zur Verstärkung wurden einige zusätzliche Fahrten auf Expresslinien angeboten, die nicht an allen Haltestellen halten:
- X (19) Viernheim – Käfertal – Grenadierstraße – Nationaltheater – Mannheim Hauptbahnhof (nur HVZ morgens; nachmittags zwei Fahrten ab Heddesheim bzw. ab Wallstadt)
- X (11) Waldhof -- Luzenberg -- Paradeplatz -- MA Hauptbahnhof -- Neckarau -- Rheinau Karlsplatz
- X (13) Neckarau West -- Lindenhof -- Konrad-Adenauer-Brücke -- Berliner Platz -- Südweststadion -- LU Hauptbahnhof -- Ebertpark -- Friesenheim Mitte -- Oppau
- RNVX (5/4) Heidelberg – Mannheim – Ludwigshafen – Bad Dürkheim (nur sonn- und feiertags ab 27. April 2008 in den Sommermonaten), verband als RNV-Express: Heidelberg, Mannheim, Ludwigshafen und Bad Dürkheim und führte zwischen Heidelberg und Mannheim auf den Gleisen der ehemaligen OEG. Mo–fr zusätzlich eine Fahrt von Mannheim Hbf nach Bad Dürkheim.

Fahrzeugeinsatz der einzelnen Linien
1: RNV8ER, RNT-36T-Doppeltraktionen, RNT-37T, RNT-38T
2: RNV6ER, GT6N, RNT-36T, RNT-37T
3: RNV6ER, RNV8ER, GT6N, RNT-36T, RNT-37T
4: RNV8ER, RNV6ER, RNV6ZR, GT6N, ET8N, RNT-37T
4A: RNV8ER, RNV6ER, GT6N, ET8N, RNT-37T
5: RNV6ZR, RNT-37T, RNT-38T
5A: RNV6ZR,,GT6N, RNT-38T
6: RNV6ER, RNV8ER, GT6N, ET8N, RNT-37T
6A: RNV6ER, RNV8ER, GT6N, ET8N, RNT-37T
7: RNV6ER, RNV8ER, GT6N, ET8N, RNT-37T 
8: RNV6ER, RNV8ER, GT6N, ET8N
9: RNV6ER, RNV8ER, GT6N, ET8N
10: RNV6ER, GT6N, RNT-37T
15: RNV6ER, RNV8ER, GT6N, ET8N, RNT-37T
16: RNV6ZR
RNVX(5/4): RNV6ZR, RNV8ZR
X(11): RNV6ER, RNV6ZR, GT6N
X(13): RNV6ER, GT6N
X(19): RNV6ZR

### Liniennetz gültig ab 12. Juni 2016
Zur Inbetriebnahme der Stadtbahn Nord in die Gartenstadt änderte sich insbesondere die Linienführung der Linien 4 und 5, die Linie 9 wurde als Regionalexpresslinie auf der RHB-Strecke eingeführt, die außerdem innerhalb von Ludwigshafen und Mannheim nicht alle Haltestellen bediente.
Linie 1Schönau – Waldhof – Luzenberg – Alte Feuerwache – Abendakademie – Paradeplatz – Schloss – MA Hauptbahnhof – Tattersall – Schwetzingerstadt – Neckarau Bf – Karlsplatz – Rheinau Bf
Linie 2Neckarstadt West – Alte Feuerwache – Dalbergstraße – Rheinstraße – Paradeplatz – Wasserturm – Rosengarten – Universitätsklinikum – Hauptfriedhof – Neckarplatt – Feudenheim
Linie 3Sandhofen – Luzenberg – Alte Feuerwache – Paradeplatz – Wasserturm – MA Hauptbahnhof – Lindenhof – Neckarau West – Rheingoldhalle
Linie 4Waldfriedhof – Ulmenweg – Universitätsklinikum – Schafweide – Alte Feuerwache – Paradeplatz – Wasserturm – MA Hauptbahnhof – Berliner Platz – LU Hauptbahnhof – LU Hauptfriedhof – Heinrich-Pesch-Haus – Hans-Warsch-Platz – Oggersheim (– Maxdorf – Gönnheim – Bad Dürkheim)
Linie 4AKäfertaler Wald – Ulmenweg – Universitätsklinikum – Schafweide – Alte Feuerwache – Paradeplatz – Wasserturm – MA Hauptbahnhof – Berliner Platz – LU Hauptbahnhof – LU Hauptfriedhof – Heinrich-Pesch-Haus – Hans-Warsch-Platz – Oggersheim (– Maxdorf – Gönnheim – Bad Dürkheim)
Linie 5 (OEG)Mannheim – Seckenheim – Edingen – Heidelberg – Schriesheim – Weinheim – Viernheim – Käfertal – Mannheim
Linie 5AHeddesheim – Wallstadt – Käfertal – Universitätsklinikum – MA Hauptbahnhof (zeitweise weiter als Linie 5 oder 15)
Linie 6Rheingönheim – Mundenheim – Berliner Platz – LU Rathaus – Rheinstraße – Paradeplatz – Wasserturm – Tattersall – Werderstraße – Planetarium – Luisenpark/Technoseum – Carl-Benz-Stadion – Neuostheim
Linie 6ARheingönheim – Mundenheim – Berliner Platz – LU Rathaus – Rheinstraße – Paradeplatz – Wasserturm – Tattersall – Werderstraße – Planetarium – Technoseum Süd – Gerd-Dehof-Platz – SAP-Arena S-Bf
Linie 7Vogelstang – Neckarplatt – MA Hauptfriedhof – Universitätsklinikum – Nationaltheater – Abendakademie – Paradeplatz – Schloss – Berliner Platz – LU Rathaus – BASF – Oppau
Linie 8(Expresslinie) Rheinau Bf – Krappmühlstraße – MA Hauptbahnhof – Berliner Platz – LU Rathaus – BASF – Oppau
Linie 9(Expresslinie) Bad Dürkheim – Maxdorf – Oggersheim – Hans-Warsch-Platz – LU Hauptbahnhof – Berliner Platz – MA Hauptbahnhof – Tattersall – Werderstraße – Planetarium  – Luisenpark/Technoseum (– Carl-Benz-Stadion – Neuostheim) (RNV-Express weiter Seckenheim – Edingen – Heidelberg Hbf – Heidelberg, Bismarckplatz)
Linie 10Luitpoldhafen – Berliner Platz – Ludwigshafen Hbf – Ludwigshafen Klinikum – Friesenheim Mitte
Linie 15Wallstadt – Schafweide – Abendakademie – Paradeplatz – MA Hauptbahnhof (weiter als Linie 5A)

### Liniennetz gültig ab 27. November 2019
Am Nachmittag des 22. November 2019 wurde durch die Stadt Ludwigshafen der Durchgang und die Durchfahrt unter der baufälligen Hochstraße Süd für alle Verkehrsmittel gesperrt. Eine Ausnahme, nur für die Durchfahrt der Straßenbahnwagen in der Berliner Straße, galt bis einschließlich Dienstag, 26. November 2019. Damit waren die Straßenbahnstrecken durch die Mundenheimer Straße, durch die Berliner Straße und die Strecke nach Mannheim über die Konrad-Adenauer-Brücke unterbrochen. Der Haupt-Umsteigepunkt Berliner Platz sowie die Stadtteile Süd, Mundenheim und Rheingönheim konnten nicht mehr durch die Straßenbahn bedient werden. Auch der Betriebshof Rheingönheim war vorübergehend nicht mit der Straßenbahn erreichbar, da auf der einzig verbliebenen Anschlussstrecke zwischen Südweststadion und Ludwigshafen Hbf Gleiserneuerungsarbeiten stattfanden.
Kurzfristig wurde ein verändertes Liniennetz erarbeitet, das zu Betriebsbeginn am Mittwoch, 27. November 2019 in Kraft getreten ist. Die Linien 4/4A, 6/6A, 7, 8, 9 und 10 wurden geändert, die Fahrwege der Linien 4/4A, 6/6A und 7 in der Mannheimer Innenstadt wurden teilweise getauscht. Die Linie 7 wurde in eine Mannheimer Linie 7 und eine Ludwigshafener Linie 7 aufgeteilt, die untereinander nicht verbunden waren. Da die Linie 9 auf der einzig verfügbaren Strecke zwischen Ludwigshafen und Mannheim mit den gleichen Fahrzeiten wie die übrigen Linien mitfahren musste, verkehrte sie nur zwischen Bad Dürkheim und Rohrlachstraße als Expresszug und bediente zwischen Rohrlachstraße und Mannheim Hbf alle Haltestellen. Wegen der Führung der Linien 6, 6A und 7 zur Wendeschleife Ebertpark und Bauarbeiten in Friesenheim entfiel die Linie 10.
Linie 1Schönau – Waldhof – Luzenberg – Alte Feuerwache – Abendakademie – Paradeplatz – Schloss – MA Hauptbahnhof – Tattersall – Schwetzingerstadt – Neckarau Bf – Karlsplatz – Rheinau Bf
Linie 2Neckarstadt West – Alte Feuerwache – Dalbergstraße – Rheinstraße – Paradeplatz – Wasserturm – Rosengarten – Universitätsklinikum – Hauptfriedhof – Neckarplatt – Feudenheim
Linie 3Sandhofen – Luzenberg – Alte Feuerwache – Abendakademie – Paradeplatz – Wasserturm – MA Hauptbahnhof – Lindenhof – Neckarau West – Rheingoldhalle
Linie 4Waldfriedhof – Ulmenweg – Universitätsklinikum – Nationaltheater – Paradeplatz – LU Rathaus – Pfalzbau – LU Hauptbahnhof – LU Hauptfriedhof – Heinrich-Pesch-Haus – Hans-Warsch-Platz – Oggersheim – Maxdorf – Bad Dürkheim
Linie 4AKäfertaler Wald – Ulmenweg – Universitätsklinikum – Nationaltheater – Paradeplatz – LU Rathaus – Pfalzbau – LU Hauptbahnhof – LU Hauptfriedhof – Heinrich-Pesch-Haus – Hans-Warsch-Platz – Oggersheim – Maxdorf – Bad Dürkheim
Linie 5 (OEG)Mannheim – Seckenheim – Edingen – Heidelberg – Schriesheim – Weinheim – Viernheim – Käfertal – Mannheim
Linie 5AHeddesheim – Wallstadt – Käfertal – Universitätsklinikum – MA Hauptbahnhof (zeitweise weiter als Linie 5 oder 15)
Linie 6Ebertpark – LU Hauptbahnhof – LU Rathaus – Rheinstraße – Paradeplatz – MA Hauptbahnhof – Tattersall – Werderstraße – Planetarium – Luisenpark/Technoseum – Carl-Benz-Stadion – Neuostheim
Linie 6AEbertpark – LU Hauptbahnhof – LU Rathaus – Rheinstraße – Paradeplatz – MA Hauptbahnhof – Tattersall – Werderstraße – Planetarium – Technoseum Süd – Gerd-Dehof-Platz – SAP-Arena S-Bf.
Linie 6 (SEV in Ludwigshafen, weitgehend identisch mit dem Fahrweg der Nachtlinie 96)Kaiser-Wilhelm-Straße – Berliner Platz (Ersatzhaltestelle) – Südweststadion – Rheingönheim
Linie 7 (MA)Vogelstang – Neckarplatt – MA Hauptfriedhof – Universitätsklinikum – Schafweide – Alte Feuerwache – Paradeplatz – Wasserturm – MA Hauptbahnhof – Schloss – Paradeplatz und über Alte Feuerwache – Schafweide zurück nach Vogelstang
Linie 7 (LU)Ebertpark – LU Hauptbahnhof – LU Rathaus – BASF – Oppau
Linie 8(Expresslinie) Rheinau Bf – Krappmühlstraße – MA Hauptbahnhof
Linie 9Bad Dürkheim Bf. – LU Hauptbahnhof – LU Rathaus – Paradeplatz – Schloss – MA Hauptbahnhof – Wasserturm und über Paradeplatz zurück nach Bad Dürkheim
Linie 10 (Bus)Ebertpark – Fichtestraße – Friesenheim Mitte
Linie 15Wallstadt – Schafweide – Abendakademie – Paradeplatz – MA Hauptbahnhof (weiter als Linie 5A)

### Liniennetz gültig von 7. Januar 2020 – 13. September 2020
Zum 7. Januar 2020 wurde das Netz nochmals leicht angepasst. Die Linie 4/4A verkehrte nur noch in Tagesrandlage nach Bad Dürkheim, damit bediente die Linie 9 nun alle Haltestellen zwischen Bad Dürkheim und Oggersheim. Außerdem wurde der Linienweg der Linien 4/4A, 6/6A, 7 und 9 in Mannheim erneut verändert. Ihr Verlauf orientierte sich nun wieder mehr am regulären Liniennetz.
Ab dem 27. Januar 2020 wurden außerdem die über die Richard-Dehmel-Straße wieder stattfindenden Ein- und Ausrückfahrten in den bzw. aus dem Betriebshof Rheingönheim für Fahrgäste freigegeben.
Linie 1Schönau – Waldhof – Luzenberg – Alte Feuerwache – Paradeplatz – Schloss – MA Hauptbahnhof – Tattersall – Schwetzingerstadt – Neckarau Bf – Karlsplatz – Rheinau Bf
Linie 2Neckarstadt West – Alte Feuerwache – Dalbergstraße – Rheinstraße – Paradeplatz – Wasserturm – Rosengarten – Universitätsklinikum – Hauptfriedhof – Neckarplatt – Feudenheim
Linie 3Sandhofen – Luzenberg – Alte Feuerwache – Paradeplatz – Wasserturm – MA Hauptbahnhof – Lindenhof – Neckarau West – Rheingoldhalle
Linie 4Waldfriedhof – Ulmenweg – Universitätsklinikum – Schafweide – Alte Feuerwache – Paradeplatz – Wasserturm – MA Hauptbahnhof – Schloss – Paradeplatz – Rheinstraße – LU Rathaus – Pfalzbau – LU Hauptbahnhof – LU Hauptfriedhof – Heinrich-Pesch-Haus – Hans-Warsch-Platz – Oggersheim (– Maxdorf – Bad Dürkheim)
Linie 4AKäfertaler Wald – Ulmenweg – Universitätsklinikum – Schafweide – Alte Feuerwache – Paradeplatz – Wasserturm – MA Hauptbahnhof – Schloss – Paradeplatz – Rheinstraße – LURathaus – Pfalzbau – LU Hauptbahnhof – LU Hauptfriedhof – Heinrich-Pesch-Haus – Hans-Warsch-Platz – Oggersheim (– Maxdorf – Bad Dürkheim)
Linie 5 (OEG)Mannheim – Seckenheim – Edingen – Heidelberg – Schriesheim – Weinheim – Viernheim – Käfertal – Mannheim
Linie 5AHeddesheim – Wallstadt – Käfertal – Universitätsklinikum – MA Hauptbahnhof (zeitweise weiter als Linie 5 oder 15)
Linie 6Ebertpark – LU Hauptbahnhof – LU Rathaus – Rheinstraße – Paradeplatz – Wasserturm – Tattersall – Werderstraße – Planetarium – Luisenpark/Technoseum – Carl-Benz-Stadion – Neuostheim
Linie 6AEbertpark – LU Hauptbahnhof – LU Rathaus – Rheinstraße – Paradeplatz – Wasserturm – Tattersall – Werderstraße – Planetarium – Technoseum Süd – Gerd-Dehof-Platz – SAP-Arena S-Bf
Linie 6EMundenheim Giulini – Südwest-Stadion – LU Hauptbahnhof – Ebertpark
Linie 6 (SEV in Ludwigshafen, weitgehend identisch mit dem Fahrweg der Nachtlinie 96)Kaiser-Wilhelm-Straße – Berliner Platz (Ersatzhaltestelle) – Südweststadion – Rheingönheim
Linie 7 (MA)Vogelstang – Neckarplatt – MA Hauptfriedhof – Universitätsklinikum – Nationaltheater – Paradeplatz
Linie 7 (LU)Ebertpark – LU Hauptbahnhof – LU Rathaus – BASF – Oppau
Linie 8(Expresslinie) Rheinau Bf – Krappmühlstraße – MA Hauptbahnhof
Linie 9Bad Dürkheim – Maxdorf – Oggersheim – Hans-Warsch-Platz – LU Hauptbahnhof – LU Rathaus – Paradeplatz – Schloss – MA Hauptbahnhof – Tattersall – Werderstraße – Planetarium  – Luisenpark/Technoseum (– Carl-Benz-Stadion – Neuostheim)
Linie 10 (Bus)Ebertpark – Fichtestraße – Friesenheim Mitte
Linie 15Wallstadt – Schafweide – Abendakademie – Paradeplatz – MA Hauptbahnhof (weiter als Linie 5A)

### Liniennetz vom 14. September 2020 bis 3. April 2023
Nach der 10-monatigen Umleitung aller Straßenbahnlinien in und nach Ludwigshafen (4,4A, 6,6A, 7, 8, 9, 10) wurde die Haltestelle Berliner Platz wiedereröffnet und kann nun wieder bedient werden von allen Linien. Der SEV der Linie 6 wurde aufgehoben und die Linien 4, 4A, 7 und 9 haben wieder ihren normalen Linienweg. Die Linie 10 verkehrt nun ebenfalls wieder, aber bis Anfang April 2023 im SEV zwischen Ebertpark & Friesenheim Mitte.
Linie 1Schönau – Waldhof – Luzenberg – Alte Feuerwache – Abendakademie – Paradeplatz – Schloss – MA Hauptbahnhof – Tattersall – Schwetzingerstadt – Neckarau Bf – Karlsplatz – Rheinau Bf
Linie 2Neckarstadt West – Alte Feuerwache – Dalbergstraße – Rheinstraße – Paradeplatz – Wasserturm – Rosengarten – Universitätsklinikum – Hauptfriedhof – Neckarplatt – Feudenheim
Linie 3Sandhofen – Luzenberg – Alte Feuerwache – Paradeplatz – Wasserturm – MA Hauptbahnhof – Lindenhof – Neckarau West – Rheingoldhalle
Linie 4Waldfriedhof – Ulmenweg – Universitätsklinikum – Schafweide – Alte Feuerwache – Paradeplatz – Wasserturm – MA Hauptbahnhof – Berliner Platz – LU Hauptbahnhof – LU Hauptfriedhof – Heinrich-Pesch-Haus – Hans-Warsch-Platz – Oggersheim (– Maxdorf – Bad Dürkheim)
Linie 4AKäfertaler Wald – Ulmenweg – Universitätsklinikum – Schafweide – Alte Feuerwache – Paradeplatz – Wasserturm – MA Hauptbahnhof – Berliner Platz – LU Hauptbahnhof – LU Hauptfriedhof – Heinrich-Pesch-Haus – Hans-Warsch-Platz – Oggersheim (– Maxdorf – Bad Dürkheim)
Linie 5 (OEG)Mannheim – Seckenheim – Edingen – Heidelberg – Schriesheim – Weinheim – Viernheim – Käfertal – Mannheim
Linie 5AHeddesheim – Wallstadt – Käfertal – Universitätsklinikum – MA Hauptbahnhof (zeitweise weiter als Linie 5 oder 15)
Linie 6Rheingönheim – Mundenheim – Berliner Platz – LU Rathaus – Rheinstraße – Paradeplatz – Wasserturm – Tattersall – Werderstraße – Planetarium – Luisenpark/Technoseum – Carl-Benz-Stadion – Neuostheim
Linie 6ARheingönheim – Mundenheim – Berliner Platz – LU Rathaus – Rheinstraße – Paradeplatz – Wasserturm – Tattersall – Werderstraße – Planetarium – Technoseum Süd – Gerd-Dehof-Platz – SAP-Arena S-Bf
Linie 7Vogelstang – Neckarplatt – MA Hauptfriedhof – Universitätsklinikum – Nationaltheater – Abendakademie – Paradeplatz – Schloss – Berliner Platz – LU Rathaus – BASF – Oppau
Linie 8(Expresslinie) Rheinau Bf – Krappmühlstraße – MA Hauptbahnhof – Berliner Platz – LU Rathaus – BASF – Oppau
Linie 9(Expresslinie) Bad Dürkheim – Maxdorf – Oggersheim – Hans-Warsch-Platz – LU Hauptbahnhof – Berliner Platz – MA Hauptbahnhof – Tattersall – Werderstraße – Planetarium  – Luisenpark/Technoseum (– Carl-Benz-Stadion – Neuostheim) (RNV-Express weiter Seckenheim – Edingen – Heidelberg Hbf – Heidelberg Bismarckplatz)
Linie 10Luitpoldhafen – Berliner Platz – Ludwigshafen Hauptbahnhof – Ludwigshafen Klinikum – Ebertpark
Linie 10 (SEV)Ebertpark – Fichtestraße – Friesenheim Mitte
Linie 15Wallstadt – Schafweide – Abendakademie – Paradeplatz – MA Hauptbahnhof (weiter als Linie 5A)

### Liniennetz von 3. April 2023 bis Oktober 2023
Am 3. April 2023 wurde die Strecke der Linie 10 zwischen Friesenheim Mitte und dem Ebertpark wiedereröffnet. Außerdem fand bis Oktober 2023 die Bundesgartenschau in Mannheim statt, weshalb Extrafahrten angeboten wurden: Linie 6 verkehrte neu zwischen Paradeplatz und Tattersall über Mannheim Hbf.
Linie 1Schönau – Waldhof – Luzenberg – Alte Feuerwache – Abendakademie – Paradeplatz – Schloss – MA Hauptbahnhof – Tattersall – Schwetzingerstadt – Neckarau Bf – Karlsplatz – Rheinau Bf
Linie 2Neckarstadt West – Alte Feuerwache – Dalbergstraße – Rheinstraße – Paradeplatz – Wasserturm – Rosengarten – Universitätsklinikum – Hauptfriedhof – Neckarplatt – Feudenheim
Linie 3Sandhofen – Luzenberg – Alte Feuerwache – Paradeplatz – Wasserturm – MA Hauptbahnhof – Lindenhof – Neckarau West – Rheingoldhalle
Linie 4Waldfriedhof – Ulmenweg – Universitätsklinikum – Schafweide – Alte Feuerwache – Paradeplatz – Wasserturm – MA Hauptbahnhof – Berliner Platz – LU Hauptbahnhof – LU Hauptfriedhof – Heinrich-Pesch-Haus – Hans-Warsch-Platz – Oggersheim (– Maxdorf – Bad Dürkheim)
Linie 4AKäfertaler Wald – Ulmenweg – Universitätsklinikum – Schafweide – Alte Feuerwache – Paradeplatz – Wasserturm – MA Hauptbahnhof – Berliner Platz – LU Hauptbahnhof – LU Hauptfriedhof – Heinrich-Pesch-Haus – Hans-Warsch-Platz – Oggersheim (– Maxdorf – Bad Dürkheim)
Linie 5 (OEG)Mannheim – Seckenheim – Edingen – Heidelberg – Schriesheim – Weinheim – Viernheim – Käfertal – Mannheim
Linie 5AHeddesheim – Wallstadt – Käfertal – Universitätsklinikum – MA Hauptbahnhof (zeitweise weiter als Linie 5 oder 15)
Linie 6Rheingönheim – Mundenheim – Berliner Platz – LU Rathaus – Rheinstraße – Paradeplatz – MA Hauptbahnhof – Tattersall – Werderstraße – Planetarium – Luisenpark/Technoseum – Carl-Benz-Stadion – Neuostheim (– SAP-Arena S-Bf)
Linie 6ARheingönheim – Mundenheim – Berliner Platz – LU Rathaus – Rheinstraße – Paradeplatz – Wasserturm – Tattersall – Werderstraße – Planetarium – Technoseum Süd – Gerd-Dehof-Platz – SAP-Arena S-Bf.
Linie 7Vogelstang – Neckarplatt – MA Hauptfriedhof – Universitätsklinikum – Nationaltheater – Abendakademie – Paradeplatz – Schloss – Berliner Platz – LU Rathaus – BASF – Oppau
Linie 8(Expresslinie) Rheinau Bf – Krappmühlstraße – MA Hauptbahnhof – Berliner Platz – LU Rathaus – BASF – Oppau
Linie 9(Expresslinie) Bad Dürkheim – Maxdorf – Oggersheim – Hans-Warsch-Platz – LU Hauptbahnhof – Berliner Platz – MA Hauptbahnhof – Tattersall – Werderstraße – Planetarium  – Luisenpark/Technoseum (– Carl-Benz-Stadion – Neuostheim) (RNV-Express weiter Seckenheim – Edingen – Heidelberg Hbf – Heidelberg, Bismarckplatz)
Linie 10Luitpoldhafen – Berliner Platz – Ludwigshafen Hbf – Ludwigshafen Klinikum – Friesenheim Mitte
Linie 15Wallstadt – Schafweide – Abendakademie – Paradeplatz – MA Hauptbahnhof (weiter als Linie 5A)
Linie BL (BUGA 23)MA Hauptbahnhof – Tattersall – Werderstraße – Planetarium  – Luisenpark/Technoseum – Carl-Benz-Stadion – Neuostheim – SAP-Arena S-Bf.
Linie BS (BUGA 23)MA Hauptbahnhof – Rosengarten – Nationaltheater – Talstraße

### Änderungen ab/am 9. Dezember 2024 (Nur Änderungen ab 9. Dez, alles andere siehe oben)
Am 9. Dezember 2024 wurde der Berliner Platz wiederöffnet mit andauernden Sperrungen der Konrad-Adenauer-Brücke und mehreren Stationen in Ludwigshafen wie auch in Mannheim (Liste unten).
Linie 4Waldfriedhof – Ulmenweg – Universitätsklinikum – Schafweide – Alte Feuerwache – Paradeplatz – Wasserturm – MA Hauptbahnhof – Berliner Platz (Bf LU Mitte) – Schützenstraße – LU Hauptbahnhof – LU Hauptfriedhof – Heinrich-Pesch-Haus – Hans-Warsch-Platz – (Oggersheim- ) Comeniusstraße (– Maxdorf – Bad Dürkheim)
Linie 4AKäfertaler Wald – Ulmenweg – Universitätsklinikum – Schafweide – Alte Feuerwache – Paradeplatz – Wasserturm – MA Hauptbahnhof – Berliner Platz (Bf LU Mitte) – Schützenstraße – LU Hauptbahnhof – LU Hauptfriedhof – Heinrich-Pesch-Haus – Hans-Warsch-Platz – (Oggersheim- ) Comeniusstraße (– Maxdorf – Bad Dürkheim)
Linie 4X / XBad Dürkheim – Maxdorf – (Oggersheim- ) Comeniusstraße – Hans-Warsch-Platz  – LU Hauptbahnhof – Heinrich-Pesch-Haus – LU Hauptfriedhof – Kaiser-Wilhelm-Str. – Ludwigshafen Rathaus – BASF – (Oppau- ) Fritz-Haber-Str.
Linie 6Rheingönheim Neubruch – Gulinistraße – Am Schwanen – Süd-West Stadion – Berliner Platz (Bf LU Mitte) – LU Rathaus – Rheinstraße – Paradeplatz – MA Hauptbahnhof – Tattersall – Planetarium – Luisenpark/Technoseum – Carl-Benz-Stadion – Neuostheim (– SAP-Arena S-Bf)
Linie 6ARheingönheim Neubruch – Gulinistraße – Am Schwanen – Süd-West Stadion – Berliner Platz (Bf LU Mitte) – LU Rathaus – Rheinstraße – Paradeplatz – Wasserturm – Tattersall – Planetarium – Technoseum Süd – Gerd-Dehof-Platz – SAP-Arena S-Bf.
Linie 7 (Ludwigshafen) (Beide Varianten Variierend alle 10 min)
Lutipoldhafen – Schützenstraße – Berliner Platz (Bf LU Mitte) – LU Rathaus – BASF – (Oppau-) Fritz-Haber-Str.
Ebertpark – LU Hbf – Schützenstraße – Berliner Platz (Bf LU Mitte) – LU Rathaus – BASF – (Oppau-) Fritz-Haber-Str.

#### Linie 7 (Mannheim)
Paradeplatz – (Richtung Vogelstang: Abendakademie) (Richtung Paradeplatz: Wasserturm – Rosengarten) – Nationaltheater – Pfeifferswörth – Talstr. – Vogelstang Zentrum – Vogelstang
Linie 9 EX(Expresslinie) Bad Dürkheim – Maxdorf – Ruchheim Bf – (Oggersheim- ) Comeniusstraße – Hans-Warsch-Platz – LU Hauptbahnhof – Berliner Platz (Bf LU Mitte) – MA Hauptbahnhof – Tattersall – Planetarium  – Luisenpark/Technoseum (– Carl-Benz-Stadion – Neuostheim)
Linie 10Luitpoldhafen – Berliner Platz (Bf LU Mitte) – Ludwigshafen Hbf – Ludwigshafen Klinikum – Friesenheim Mitte (Wiederinbetriebnahme nach Sperrung Schützenstraße und Berliner Platz)

### Umbenennung Haltestellen im RNV-Netz

#### Mannheim
- Handelshafen in Handelshafen/Jungbusch Bf
- Leutweinstraße in Ida-Pfeiffer-Straße
- Lüderitzstraße in Neumayerstraße
- Neckartor in Abendakademie

#### Ludwigshafen
- Berliner Platz in Berliner Platz (Bf LU Mitte)
- Halberg in Halbergstraße
- Rheinallee Nord in Paul-Klee-Straße
- Rheinallee Süd in Max-Pechstein-Straße
- Strandbad Blies in Blies-Bad
- Giulini in Giulinistraße
- Oggersheim in (Oggersheim- ) Comeniusstraße
- Notwende in Karl-Kreuter-Straße
- Oppau (BASF Tor 12+13) in (Oppau- ) Fritz-Haber-Straße (BASF Tor 12+13)
- Rheingönheim in Rheingönheim Neubruch
- Ruchheim in Ruchheim Bf

## Linienübersicht
Stand: 26. Januar 2024 (Teilweise Stand 09.12.2024)
| Linie | Strecke | Fahrtzeit Stand 26. Januar 2024            | Takt montags–freitags Stand 26. Januar 2024 | Takt samstags Stand 26. Januar 2024   | Takt sonntags Stand 26. Januar 2024   |
| ----- | --- | ------------------------------------------ | ------------------------------------------- | ------------------------------------- | ------------------------------------- |
| 1     | Schönau – Rheinau Bahnhof: Schönau – Waldhof Bahnhof – Luzenberg – Alte Feuerwache – Paradeplatz – Schloss – Mannheim Hbf – Tattersall – Neckarau – Rheinau Bahnhof | 49 min                                     | 10 min                                      | 10 min                                | 20 min                                |
| 2     | Feudenheim – Neckarstadt West: Feudenheim – Mannheim Hauptfriedhof – Nationaltheater – Wasserturm – Paradeplatz – Rheinstraße – Alte Feuerwache – Neckarstadt West | 34 min                                     | 20 min                                      | 20 min                                | 20 min                                |
| 2E    | Feudenheim <> Alte Feuerwache (Schülerverdichtungsfahrten) | 29 min                                     | Einzelfahrten                               | kein Betrieb                          | kein Betrieb                          |
| 3     | Sandhofen – Rheingoldhalle: Sandhofen – Luzenberg – Alte Feuerwache – Paradeplatz – Wasserturm – Mannheim Hbf – Lindenhof – Neckarau West – Rheingoldhalle | 42 min                                     | 10 min                                      | 10 min                                | 20 min                                |
| 4     | Waldfriedhof – Oggersheim (Comeniusstr.) (– Bad Dürkheim): [RHB] Stand 09.12.2024 Waldfriedhof – Hermann-Gutzmann-Schule (Zusammenführung der Linienäste) – Ulmenweg – Bonifatiuskirche – Universitätsklinikum – Schafweide – Alte Feuerwache – Paradeplatz – Wasserturm – Mannheim Hbf – Paradeplatz – Rheinstr. – LU Rathaus – Berliner Platz (Bf LU Mitte) – Schützenstraße – Ludwigshafen Hbf – Ludwigshafen Hauptfriedhof – (Oggersheim- ) Comeniusstraße – Ruchheim – Maxdorf – Bad Dürkheim (RHB) | 59 min (Oggersheim), 90 min (Bad Dürkheim) | 20 min                                      | 20 min                                | 20 min                                |
| 4A    | Käfertaler Wald – Oggersheim (Comeniusstr.) (– Bad Dürkheim): [RHB] Stand 09.12.2024 Käfertaler Wald – Hermann-Gutzmann-Schule (Zusammenführung der Linienäste) – Ulmenweg – Bonifatiuskirche – Universitätsklinikum – Schafweide – Alte Feuerwache – Paradeplatz – Wasserturm – Mannheim Hbf – Paradeplatz – Rheinstr. – LU Rathaus – Berliner Platz (Bf LU Mitte) – Schützenstraße – Ludwigshafen Hbf – Ludwigshafen Hauptfriedhof – (Oggersheim- ) Comeniusstraße (– Ruchheim – Maxdorf – Bad Dürkheim) (RHB) Vereinzelte Fahren montags–freitags (20:36 und 21:16) und samstags (9:56–19:56 jede Stunde und um 20:16 und 20:36 sowie 21:36) | 52 min (Oggersheim), 83 min (Bad Dürkheim) | 20 min                                      | 20 min                                | kein Betrieb                          |
| 4X    | Expresslinie, Verstärkerlinie Oppau – Bad Dürkheim: Stand 09.12.2024 (Oppau- ) Fritz-Haber-Str. – BASF – Ludwigshafen Hbf – Ludwigshafen Hauptfriedhof – (Oggersheim- ) Comeniusstraße – Ruchheim – Maxdorf – Bad Dürkheim (RHB) | 55 min                                     | Einzelfahrten                               | kein Betrieb                          | kein Betrieb                          |
| 5     | Weinheim – Mannheim – Heidelberg – Weinheim: [OEG] Weinheim – Viernheim – Käfertal – Bonifatiuskirche – Universitätsklinikum – Nationaltheater – Mannheim Hbf – Schloss – Paradeplatz – Abendakademie – Neuostheim – Edingen – Heidelberg – Schriesheim – Weinheim (OEG) | ca. 140 min. von MA Hbf nach MA Hbf        | 20 min                                      | 20 min                                | 30 min                                |
| 5A    | Heddesheim – Mannheim Hbf: [OEG] Heddesheim – Wallstadt – Vogelstang West – Käfertal – Bonifatiuskirche – Universitätsklinikum – Nationaltheater – Mannheim Hbf | 30 min                                     | 20 min (09:01–14:01)                        | 20 min (13:06–14:06)                  | 30 min (13:15–14:45)                  |
| 6     | Rheingönheim – Neuostheim (– SAP-Arena S-Bf): Stand 09.12.2024 Rheingönheim-Neubruch – Mundenheim – Berliner Platz (Bf LU Mitte)– Ludwigshafen Rathaus – Rheinstraße – Mannheim Rathaus – Paradeplatz – MA Hauptbahnhof – Tattersall – Planetarium – Neuostheim (– Maimarktgelände – SAP-Arena – SAP-Arena S-Bf nur nachmittags sowie bei Bedienung durch Nachtbus) | 44 min                                     | 20 min                                      | 20 min                                | 20 min                                |
| 6A    | Rheingönheim – SAP-Arena S-Bahnhof: Stand 09.12.2024 Rheingönheim-Neubruch – Mundenheim – Berliner Platz (Bf LU Mitte) – Ludwigshafen Rathaus – Rheinstraße – Mannheim Rathaus – Paradeplatz – Wasserturm – Tattersall – Planetarium – Neuhermsheim – SAP-Arena S-Bahnhof | 44 min                                     | 20 min                                      | 20 min                                | kein Betrieb                          |
| 7     | Linie 7 LU: Ebertpark –Oppau: Stand 09.12.2024 Ebertpark – LU Hbf – Schützenstraße – Berliner Platz (Bf LU Mitte) – Ludwigshafen Rathaus – BASF – (Oppau- ) Fritz-Haber-Str. |                                            | 20 min Stand 09.12.2024                     | 20 min Stand 09.12.2024               |                                       |
| 7     | Linie 7 LU: Luitpoldhafen –Oppau: Stand 09.12.2024 Luitpoldhafen – Schützenstraße – Berliner Platz (Bf LU Mitte) – Ludwigshafen Rathaus – BASF – (Oppau- ) Fritz-Haber-Str. |                                            | 20 min Stand 09.12.2024                     | 20 min Stand 09.12.2024               |                                       |
| 7     | Linie 7 MA: Vogelstang - Paradeplatz Stand 09.12.2024 Wasserturm (Nur Richtung Paradeplatz) – Paradeplatz – Abendakademie (Nur Richtung Vogelstang) – Nationaltheater – Pfeifferswörth – Talstr. – Vogelstang |                                            |                                             |                                       |                                       |
| 8X    | Expresslinie, Verstärkerlinie Oppau – Krappmühlstraße: Stand 09.12.2024 (Oppau- ) Fritz-Haber-Str. – BASF – Ludwigshafen Rathaus – Berliner Platz (Bf LU Mitte) – Mannheim Hbf (– Tattersall – Krappmühlstraße), kein Betrieb von Oppau nach Krappmühlstraße | 20 min                                     | derzeit kein Betrieb Stand 09.12.2024       | derzeit kein Betrieb Stand 09.12.2024 | derzeit kein Betrieb Stand 09.12.2024 |
| 9X    | Expresslinie Bad Dürkheim – Luisenpark/Technoseum (–Neuostheim): Bad Dürkheim – Maxdorf – Ruchheim Bf – Ludwigshafen Hbf – Schützenstraße – Ludwigshafen Berliner Platz (Bf LU Mitte) – Mannheim Hbf – Tattersall – Luisenpark/Technoseum (– Neuostheim) | 58 min                                     |                                             |                                       |                                       |
| 10    | Luitpoldhafen – Friesenheim Mitte: Luitpoldhafen – Berliner Platz (Bf LU Mitte) – Ludwigshafen Hbf – Ludwigshafen Klinikum – Ebertpark – Friesenheim Mitte | 25 min                                     | 20 min                                      | 20 min                                | 20 min                                |
| 15    | Verstärkerlinie Mannheim Hauptbahnhof – Wallstadt Ost: Mannheim Hbf – Schloss – Paradeplatz – Abendakademie – Alte Feuerwache – Schafweide – Universitätsklinikum – Bonifatiuskirche – Käfertal – Vogelstang West – Wallstadt West – Wallstadt Ost | 32 min                                     | derzeit kein Betrieb                        | derzeit kein Betrieb                  | derzeit kein Betrieb                  |
| 16    | Pendelverkehr Sullivan – Bensheimer Straße Stand 09.12.2024 Sullivan/Franklin Mitte – Bensheimer Straße | 4 min                                      | 20 min                                      | 20 min                                | 30 min                                |

## Gegenwart

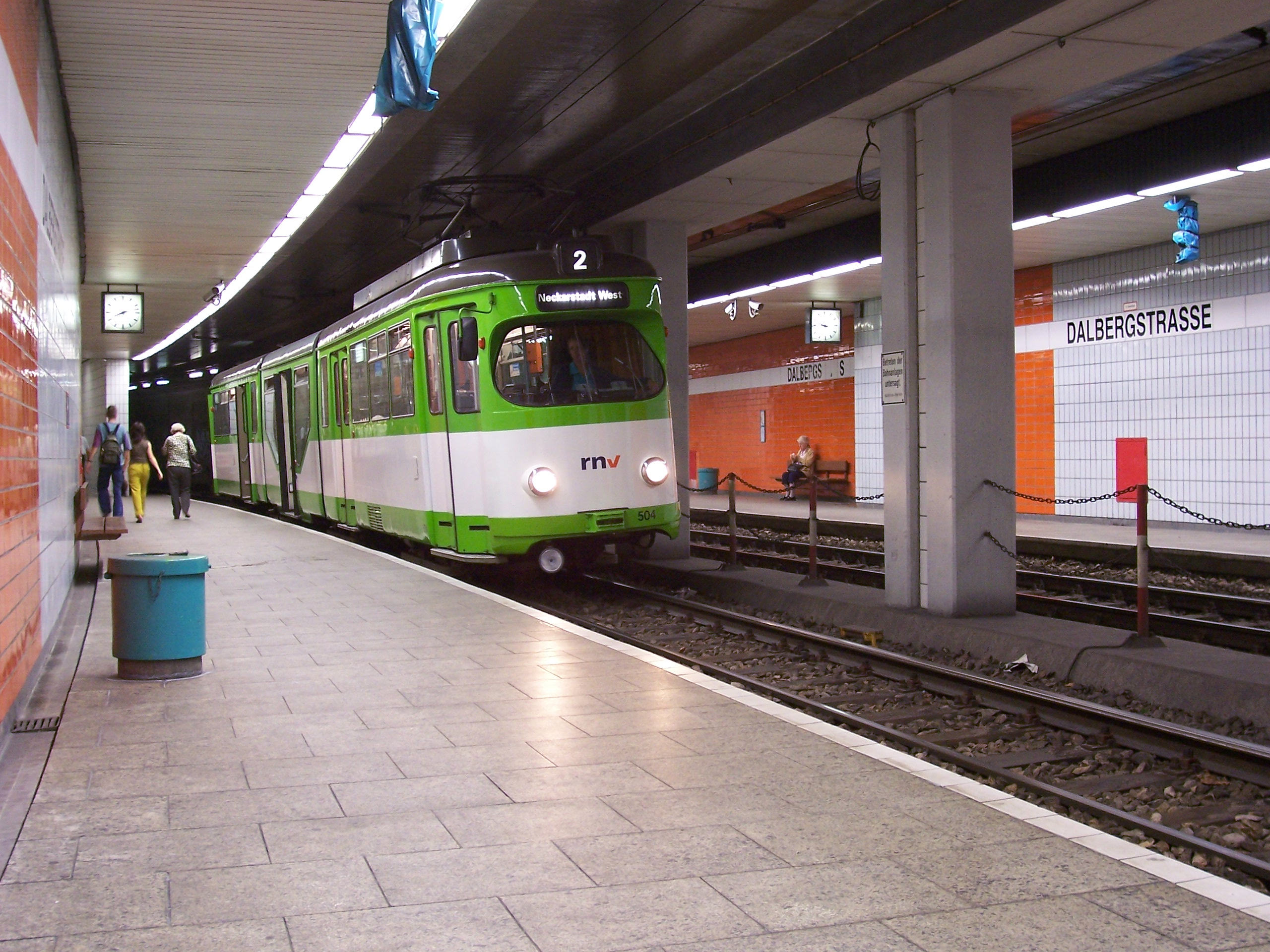
GT8N 504 an der Haltestelle Dalbergstraße

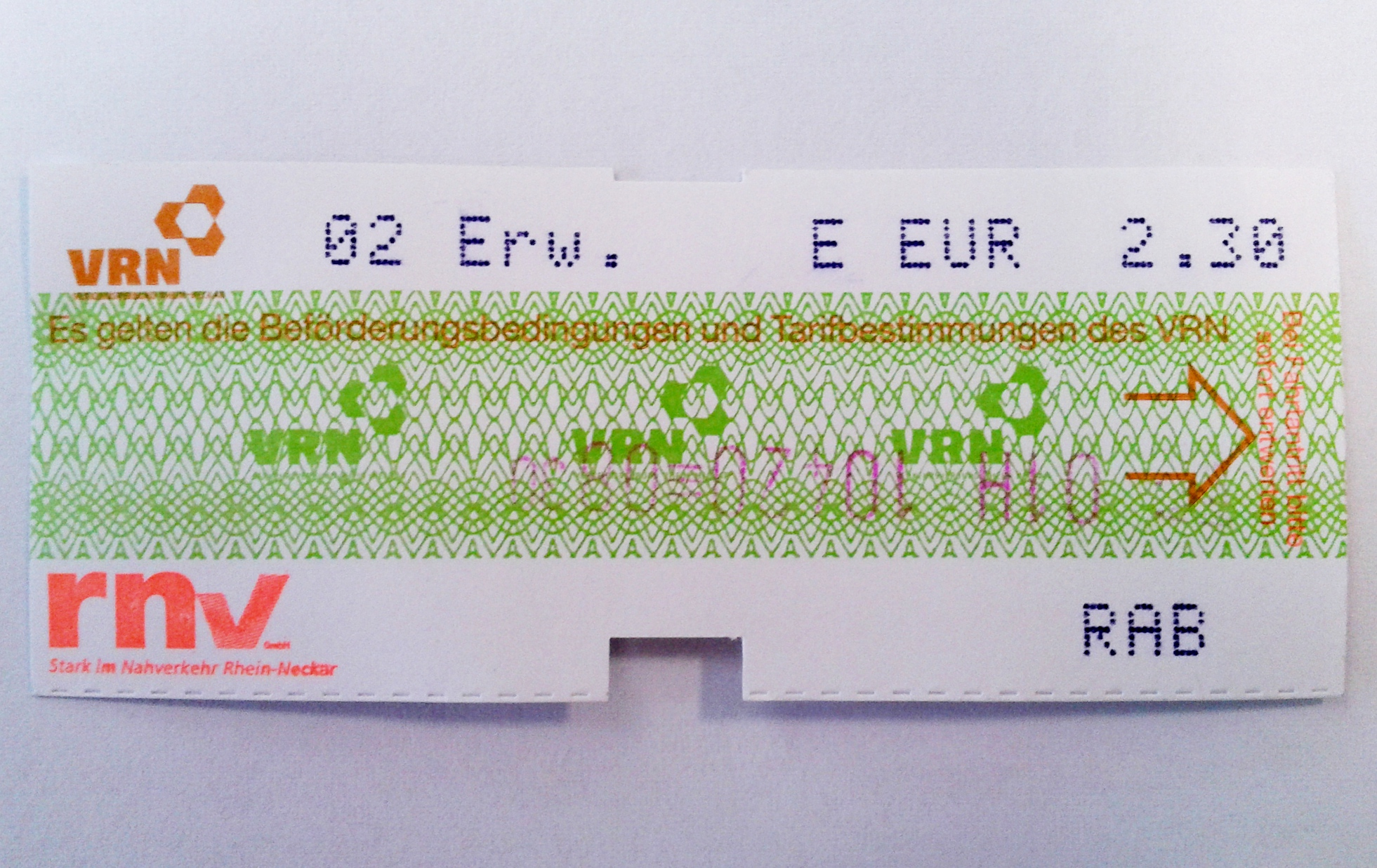
RNV-Ticket für eine Fahrt in der Mannheimer Stadtbahn

### Taktdichte
Die Stadtbahn bildet das Rückgrat des innerstädtischen Verkehrs mit den Verknüpfungspunkten Paradeplatz in Mannheim und Berliner Platz in Ludwigshafen. Dort bestehen Umsteigemöglichkeiten zwischen allen Linien. Weil die Fußgängerzonen für Stadtbahnen freigegeben sind, lassen sich die zentral gelegenen Geschäfte leicht erreichen. Auf den Stadtbahnlinien bestehen folgende Taktfolgen:
- Montags bis freitags besteht tagsüber auf den Linien 1, 2, 3, 4/4A, 6/6A, 7 ein 10-Minuten-Takt (Abschnitte Hermann-Gutzmann-Schule – Waldfriedhof (Linie 4) und Hermann-Gutzmann-Schule – Käfertaler Wald (Linie 4A) sowie Linie 6 Planetarium-Neuostheim und Linie 6A Planetarium – SAP-Arena S-Bahnhof nur alle 20 Minuten. Die Linie 5 fährt auf der Ringlinie im 20-Minuten-Takt, zwischen Schriesheim und Käfertal (über Heidelberg) besteht ein 10-Minuten-Takt (außerhalb der HVZ verkehren diese Verstärkerzüge ab Abendakademie als 5A und fahren ab Käfertal weiter nach Heddesheim, in der HVZ wird auf dem kompletten Ring ein 10-Minuten-Takt gefahren). Die Linie 5A verkehrt ganztägig, die Linien 8 und 15 nur in der HVZ alle 20 Minuten (die Linien 5A und 15 gehen in den HVZ ineinander über). Die Linie 9 verkehrt alle 20 Minuten zwischen Bad Dürkheim und Luisenpark/Technoseum und nachmittags weiter bis Neuostheim. Die Linie 10 fährt ganztägig alle 15 Minuten.
- Samstags verkehren die Linien 1, 3, 4/4A, 6/6A, 7 tagsüber alle 10 Minuten, Ausnahmen sind wieder die Linien 6/6A ab Planetarium sowie Linie 4/4A ab Hermann-Gutzmann-Schule (alle 20 min). Die Linie 9 verkehrt nur im Abschnitt Bad Dürkheim – Luisenpark/Technoseum und das alle 30 Minuten. Die Linie 10 fährt auch samstags alle 15 Minuten. Die Linie 2 fährt nur am Nachmittag, zwischen etwa 12:15 Uhr und ca. 16:30 Uhr im 10-Minuten-Takt, tagsüber in der übrigen Zeit alle 20 Minuten. Die Linien 5 und 5A verkehren nach dem gleichen System wie montags bis freitags tagsüber, einziger Unterschied ist, dass der 10-Minuten-Takt erst ab Heidelberg Bismarckplatz gefahren wird.
- Sonntags verkehren die Linien 1, 2, 3, 4, 6, 7, 10 im 20-Minuten-Takt. Die Linie 4 bedient am Mannheimer Ende der Linie beide Endhaltestellen, da die Linie 4A sonntags nicht verkehrt. Die Linie 5 fährt auf dem Ring alle 30 min. Die Linie 6A heißt sonntags Linie E und fährt im Halbstundentakt den Linienweg der Linie 6A von SAP-Arena S-Bahnhof bis zur Haltestelle Tattersall und dann zum Hauptbahnhof, dort dann weiter als Linie 5 nach Edingen über Neuostheim, so ergibt sich auf der Linie 5 zwischen Mannheim Hbf und Edingen ein 10/20-Minuten-Takt. Die Linie 5A verkehrt alle 20 min und nur im Abschnitt Heddesheim – Mannheim Hbf. Die Linie 9 verkehrt im Halbstundentakt zwischen Bad Dürkheim und Luisenpark/Technoseum und im Sommer mit vier zusätzlichen Fahrten als RNV-Express weiter von/nach Heidelberg Bismarckplatz.
- Samstags und sonntags verkehren im Frühverkehr bis etwa 9 Uhr nur die Linien 1, 3, 4 und 5 im 30-Minuten-Takt, wobei die Linie 4 stündlich über Oggersheim hinaus nach Bad Dürkheim verkehrt. Die Linie 3 wählt zwischen Paradeplatz und Alte Feuerwache den Weg über die Rheinstraße, wodurch dieses Teilstück der Linie 2 übernommen wird. Der Rest der Linie 2 wird durch einen Busverkehr der Linie 7 von Vogelstang über Feudenheim bis zum Hauptbahnhof Mannheim und dann über Paradeplatz zurück über Feudenheim nach Vogelstang übernommen. Die Linie 6 verkehrt mit Bussen im Schienenersatzverkehr von Neuhermsheim über Neuostheim zum Paradeplatz und weiter zum Berliner Platz.
- Abendverkehr (täglich):
  - In Ludwigshafen werden ab etwa 21:30 Uhr alle Stadtbahnlinien – mit Ausnahme der Linie 4 – durch die Nachtbuslinien 90, 94, 96 und 97 ersetzt.
  - In Mannheim verkehren die überregionalen Linien 4 und 5 ab etwa 21:30 Uhr im 30-Minuten-Takt. Dies gilt auch für die aus der Linie 5 durchgebundene Linie E auf der Trasse der 6A nach Neuhermsheim – SAP-Arena S-Bahnhof und für die übrigen Linien ab etwa 23 Uhr.
  - Die innerstädtischen Stadtbahnlinien in Mannheim verkehren bis etwa 23 Uhr im 20-Minuten-Takt. Dabei werden die Mannheimer Äste der Linien 6 und 7 in einer Ringfahrt über die Ludwigshafener Innenstadt verknüpft; die aus Neuostheim kommende Linie 6 führt bis Berliner Platz und wird dort zur Linie 7 nach Vogelstang und umgekehrt.
  - Die rheinüberschreitende Linie 4 trifft sich ab 21:30 Uhr zu einem Zentralanschluss mit den Nachtbuslinien am Berliner Platz in Ludwigshafen zu den Minuten 00 und 30.
  - Die Linie 4 verkehrt abends stündlich bis Bad Dürkheim.
- Nachtverkehr
  - Die Linie 1 verkehrt täglich zwischen Mitternacht und 4 Uhr durchgehend im Stundentakt
  - Die Wagen der Linien 3 und 5 fahren in den Nächten von Freitag auf Samstag sowie von Samstag auf Sonntag zwischen Mitternacht und 4 Uhr durchgehend im Stundentakt. Dies gilt auch für die Nächte auf Feiertage.

### Traktionen / Zugverbände
Die OEG (Linie 5) verkehrt mit Zweirichtungsfahrzeugen, während die übrigen Mannheimer Linien in der Regel mit Einrichtungsfahrzeugen (und Mehrzweckabteilen) verkehren. Parallel zu den Linien 1 und 5 fahren in der Frühspitze einzelne Expresszüge. Auf der Linie 4 waren bis zur Umstellung auf das neue Netz zuweilen Züge in Doppeltraktion unterwegs, wobei eine Stärkung/Schwächung dieser Züge (Flügelung) aufgrund der eingesetzten Albertkupplung nur im Betriebshof möglich ist. Bis zur Erweiterung der Linie 4 verkehrten neben den neuen langen Variobahn-Wagen ebenfalls Doppeltraktionen auf der Linie 1. Auch die Züge der Linie 5 (OEG) werden in Spitzenzeiten teilweise als Zugverband gefahren. Die Stadtbahn-Linie 1 verkehrt als eine der wenigen deutschen Straßenbahnen täglich im durchgehenden Nachtbetrieb; der Austausch der Fahrzeuge geschieht unter anderem stadteinwärts am frühen Abend.

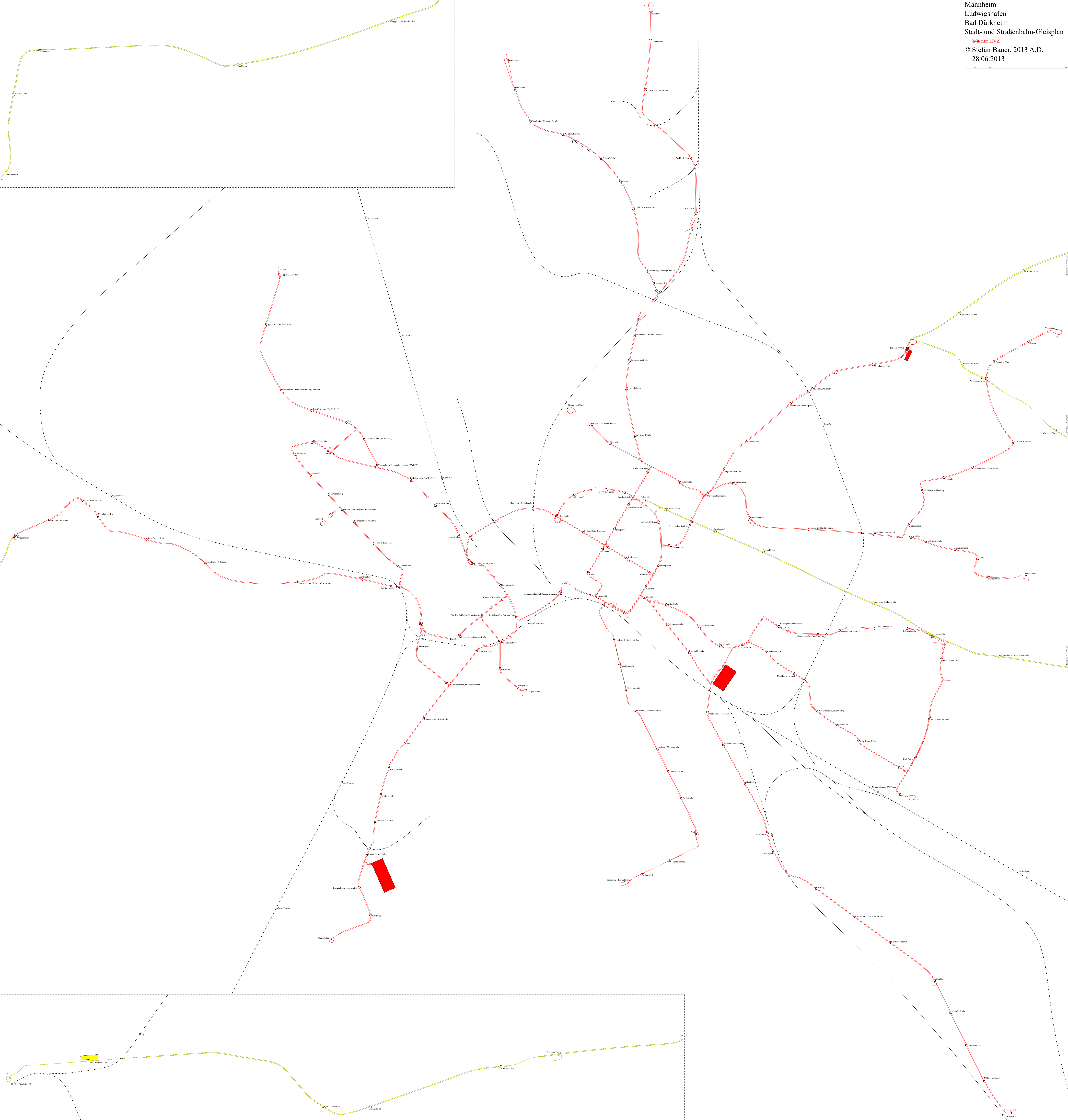
Gleisplan Mannheim 2013

### Infrastruktur

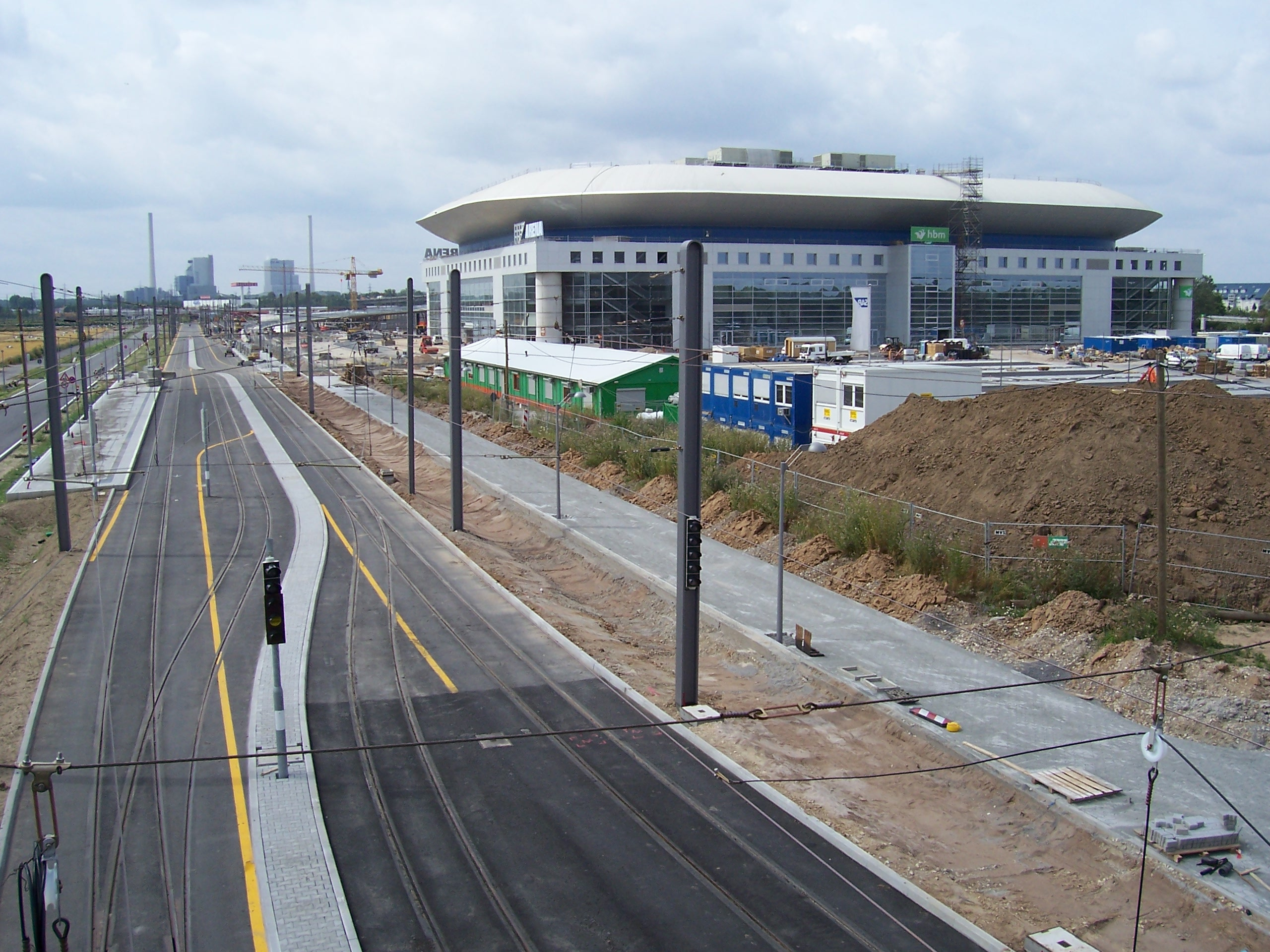
Baustelle im Bereich der SAP-Arena im Juli 2005

Kleinere Besonderheiten in Mannheim sind: Gleisvorsortierungen vor einigen Kreuzungen bzw. Einmündungen in der Innenstadt sowie Vorrangschaltungen dienen der Beschleunigung des Stadtbahnverkehrs. An der an einem Gleisdreieck liegenden Haltestelle Universität wissen Einsteigewillige stets, an welchen Richtungsbahnsteigen sie die Züge erwarten können. In Schwachverkehrszeiten verkehren einige Stadtbahnlinien als Omnibus; auch tagsüber benutzen einige Buslinien auf entsprechend hergerichteten Schienenstrecken die Gleistrassen mit. Das Umsteigen zwischen Bahn und Bus wird besonders erleichtert in Neckarau West, wo die Wendeschleife im Uhrzeigersinn durchfahren wird und Busse in deren Innerem halten, sowie in Käfertal OEG-Bahnhof, wo die OEG-Züge stadtauswärts ihre linken, dem Bus zugewandten Türen öffnen. Echtzeit-Informationen, die an Haltestellen über nächste Abfahrten oder Umleitungen Auskunft geben, sind seit November 2008 an wichtigen Haltestellen wie Paradeplatz oder Hauptbahnhof in Betrieb.

## Veränderungen der jüngeren Zeit

### Streckenausbau
Im Mannheimer Osten entstand der sogenannte Stadtbahnring, gebildet aus zwei Strecken:
- Die eine beginnt an der Endstelle in Neuostheim, führt über die Xaver-Fuhr-Straße am Maimarktgelände vorbei und endet an der neuen Endstelle am Bahnhof Mannheim ARENA/Maimarkt. Diese Teilstrecke wurde gemeinsam mit der SAP-Arena am 2. September 2005 eröffnet.
- Die andere Strecke beginnt an der Haltestelle Planetarium, führt über das Gewerbegebiet Fahrlach und den Stadtteil Neuhermsheim und mündet in die erstgenannte Strecke mit einem Gleisdreieck. Dieser Abschnitt ging zum Fahrplanwechsel am 10. Dezember 2006 in Betrieb.

Im Bereich der SAP-Arena wurde eine mehrgleisige Haltestelle neu gebaut. Befahren werden sollen beide Äste nur bei Veranstaltungen bis zur Arena, sonst im Regelbetrieb nur bis zu den Endhaltestellen Neuostheim durch die Line 6 und Neuhermsheim/Rangierbahnhof durch die Linie 6A. Einen Ringbetrieb Neuostheim-Neuhermsheim gibt es wegen zu geringer Nachfrage nicht.
Die parallel zum Neckarufer verlaufende OEG-Strecke ist jetzt mit einem Gleisdreieck an die Strecke zur Arena angeschlossen worden. Damit können auch die Fahrgäste aus Richtung Heidelberg umsteigefrei zur Arena und zum Maimarkt kommen. Die Stadtbahn-Endstelle Neuostheim wurde dazu direkt neben die OEG-Haltestelle gelegt, um die Umsteigewege noch weiter zu vereinfachen. Gleichzeitig entstand eine Verknüpfung der Strecken von OEG und Mannheimer Stadtbahn, auch dies eine Maßnahme zur Steigerung der betrieblichen Flexibilität.
Am rechten Neckarufer wurde neben der Umgestaltung des Alten Meßplatzes durch die Straße Schafweide eine neue 750 Meter lange Strecke mit einer neuen Haltestelle „Schafweide“ zwischen den Haltestellen Alte Feuerwache und Universitätsklinikum gebaut, über die seit 30. Juni 2006 die bisher über Gewerkschaftshaus und Nationaltheater verkehrende Linie 4 geführt wird. Bis in die 1970er Jahre gab es dort schon einmal eine Straßenbahnstrecke, die dann stillgelegt und zurückgebaut wurde. Ziel ist nunmehr die allgemeine Erhöhung der betrieblichen Flexibilität und die bessere Bedienung der Neckarstadt-Ost. Die Umsteigehaltestelle Universitätsklinikum wurde ein Stück stadtauswärts verlegt, um die neue Strecke einzufädeln.

#### Stadtbahn Nord

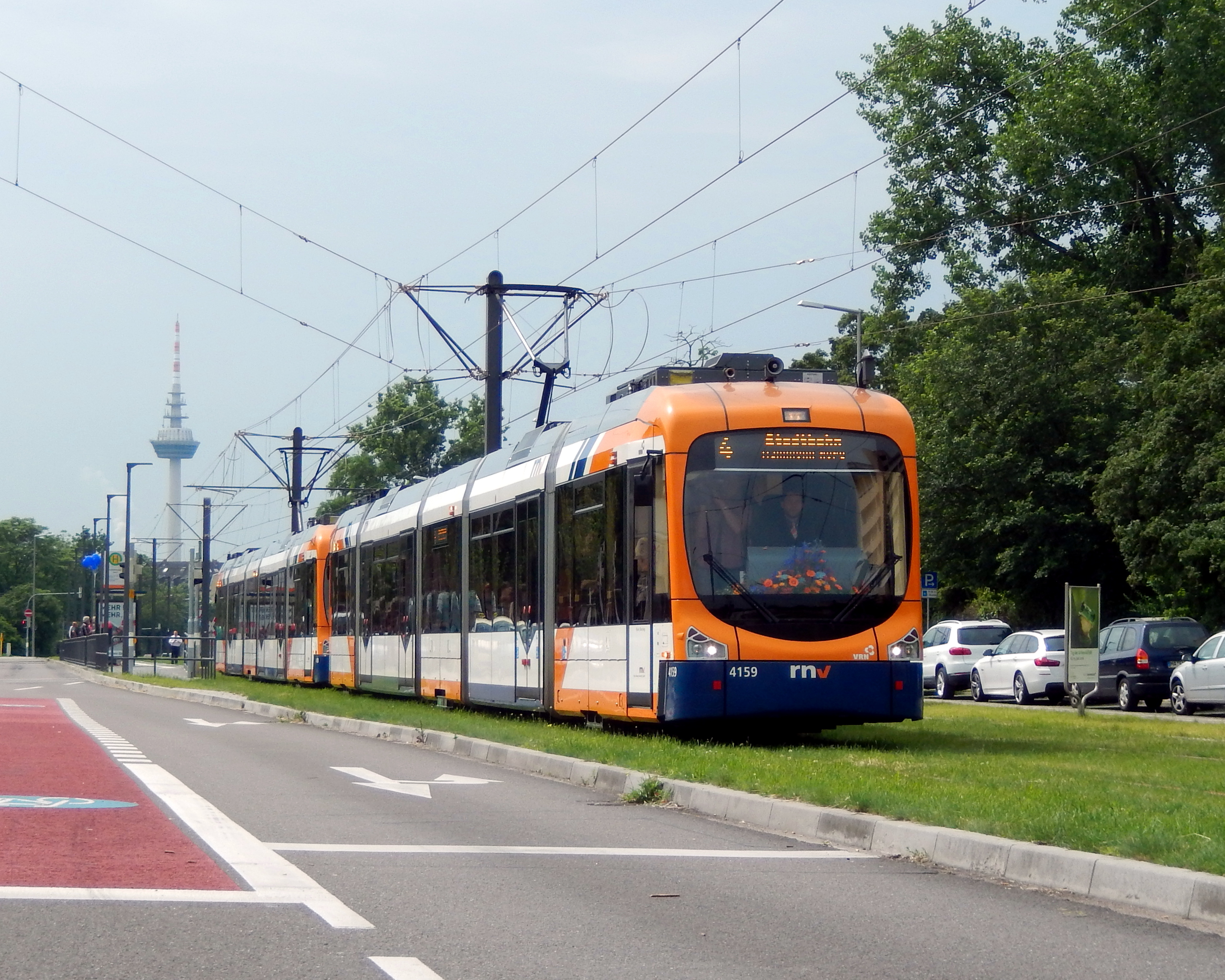
Eröffnungszug kurz vor dem Abbiegen in den Ulmenweg.

Im Jahr 2007 begannen Planungen für den Bau einer Stadtbahnlinie zur Erschließung der Stadtteile Herzogenried, Gartenstadt und des sogenannten Speckweg-Gebietes. Eine Machbarkeitsstudie für die sogenannte „Stadtbahn Nord“ wurde erstellt und eine geflügelte Linienführung mit zwei Streckenästen für wirtschaftlich befunden. Diese Strecke war bereits in den 1980er-Jahren in der Diskussion. Als Zugeständnis an die Daimler-Benz AG (Große Autobusfertigung im Stadtteil Waldhof) sollte die Strecke als Spurbusstrecke gebaut werden, was aber auf Grund von massiven Bürgerprotesten nicht weiter verfolgt wurde. Einzelne Flächen wurden beim Straßenbau seither planerisch berücksichtigt. Die Stadtverwaltung hatte als Bestandteil des Planfeststellungsverfahrens einen ergebnisoffenen Bürgerdialog für den Bau der Stadtbahn Nord durchgeführt. Die Pläne wurden von der Bürgerinitiative straba-Nord kritisch begleitet, die sich gegen Teile dieser Planung wendete. Am 12. Oktober 2010 hat der Gemeinderat mehrheitlich beschlossen, die „Stadtbahn Nord“ entsprechend einer im Dialog mit den Bürgern entwickelten Streckenvariante zu realisieren und die entsprechenden Zuschussanträge zu stellen. Am 3. Dezember 2012 hat die Karlsruher Regierungspräsidentin den ersten Spatenstich für den Bau der Stadtbahn Nord vorgenommen. Die erste Testfahrt fand am 28. April 2016 statt. Die Eröffnung der neuen Strecke fand am 11. Juni 2016 statt.
Diese verbindet nun die Gartenstadt mit der Innenstadt Mannheim. Entlang der Neubaustrecke entstanden 14 barrierefreie Haltestellen.
Mit der Inbetriebnahme ergeben sich neue Linienführungen und Linien:
- Linie 4/4A aus Bad Dürkheim – Oggersheim fährt ab Universitätsklinikum in die Gartenstadt, die Linie 4 nach Waldfriedhof, die Linie 4A nach Käfertaler Wald. In der Spätverkehrszeit und sonntags fährt die Linie 4 über Käfertaler Wald nach Waldfriedhof und direkt wieder zurück. In der SVZ wird die Linie halbstündlich, sonntags zwanzigminütlich bedient, tagsüber fahren beide Linien im 20-Minuten-Takt.[21]
- Linie 5/5A:
  - Tagsüber fahren die bisher in Käfertal endenden Fahrten des aus Edingen kommenden 20-Minuten-Taktes als 5A weiter nach Heddesheim.[22]
  - In der Hauptverkehrszeit fährt die Linie 5 durchgängig im 10-Minuten-Takt und die Linie 5A bis Hauptbahnhof im 20-Minuten-Takt, wodurch Käfertal und Hauptbahnhof acht Züge pro Stunde fahren.[23]
  - In der Schwachverkehrszeit fährt die Linie 5 durchgängig im 30-Minuten-Takt, die Linie 5A endet aus Heddesheim kommend in Mannheim Hauptbahnhof und fährt ebenfalls halbstündig, wodurch sich zwischen Käfertal und Hauptbahnhof annähernd ein Viertelstundentakt ergibt.[24]
- Linie 15: Diese neue Linie ergänzt zur HVZ die Anbindung von Wallstadt und übernimmt so Leistungen der bisherigen Linie 4.

Um Verwechslungen mit der neuen Straßenbahnhaltestelle Käfertaler Wald zu vermeiden wurde der OEG-Haltepunkt Käfertal Wald in Platz der Freundschaft umbenannt.

#### Anbindung des Franklin-Quartiers
Der Stadtteil Franklin, das auf dem Gelände einer ehemaligen US-Kaserne im Stadtteil Käfertal errichtet wird, erhielt am 17. Dezember 2023 einen Anschluss an die Straßenbahn. Die 1,8 Kilometer lange Strecke zweigt am Haltepunkt Bensheimer Straße von der Strecke Käfertal–Weinheim ab und führt bis zu einer Wendeschleife im Sullivan-Gebiet. Der symbolische erste Spatenstich zum Baubeginn der neuen Trasse fand am 19. Januar 2022 statt. Die Strecke wird alle 20 Minuten von der Linie 16 bedient, die die drei Stationen der Neubaustrecke an die Linie 5 anbindet.

#### Mannheim Hauptbahnhof
Aufgrund der steigenden Nachfrage nach Fahrten mit Anbindung von Mannheim Hauptbahnhof und der dortigen Stausituation bei der Stadtbahnabfertigung hat die RNV einen Ausbau der Haltestelle auf dem Willy-Brandt-Platz (Bahnhofsvorplatz) geprüft. Dies ist jedoch schwierig, da sowohl Kurvenradien, Bahnsteiglänge und komfortable Entfernung zum Bahnhofsgebäude berücksichtigt werden müssen. Nach einer Mitteilung der Stadt Mannheim vom 10. März 2021 werden die Bauarbeiten zur Umgestaltung des Bahnhofsvorplatzes, einschließlich der Straßenbahnhaltestelle, in drei Bauabschnitten durchgeführt und sollen bis spätestens 2024 beendet sein. Die ersten beiden Bauabschnitte, die den Vorplatz und die Gleisanlagen betreffen, wurden zur BUGA2023 abgeschlossen. So wurden die Haltestelle viergleisig ausgebaut, auf 70 m verlängert und barrierefrei gestaltet. Die Bahnsteige Richtung MA Hbf Süd/ Universität wurden in den Kaiserring verlegt, um Kapazität für eine mögliche neue Stadtbahnlinie zu schaffen, die Franklin mit dem Rheinauer Karlsplatz verbinden soll. Der 3. Bauabschnitt, der den Busbahnhof und Taxistand umfasst, wird vsl. 2024 erfolgen.

### Weitere Baumaßnahmen

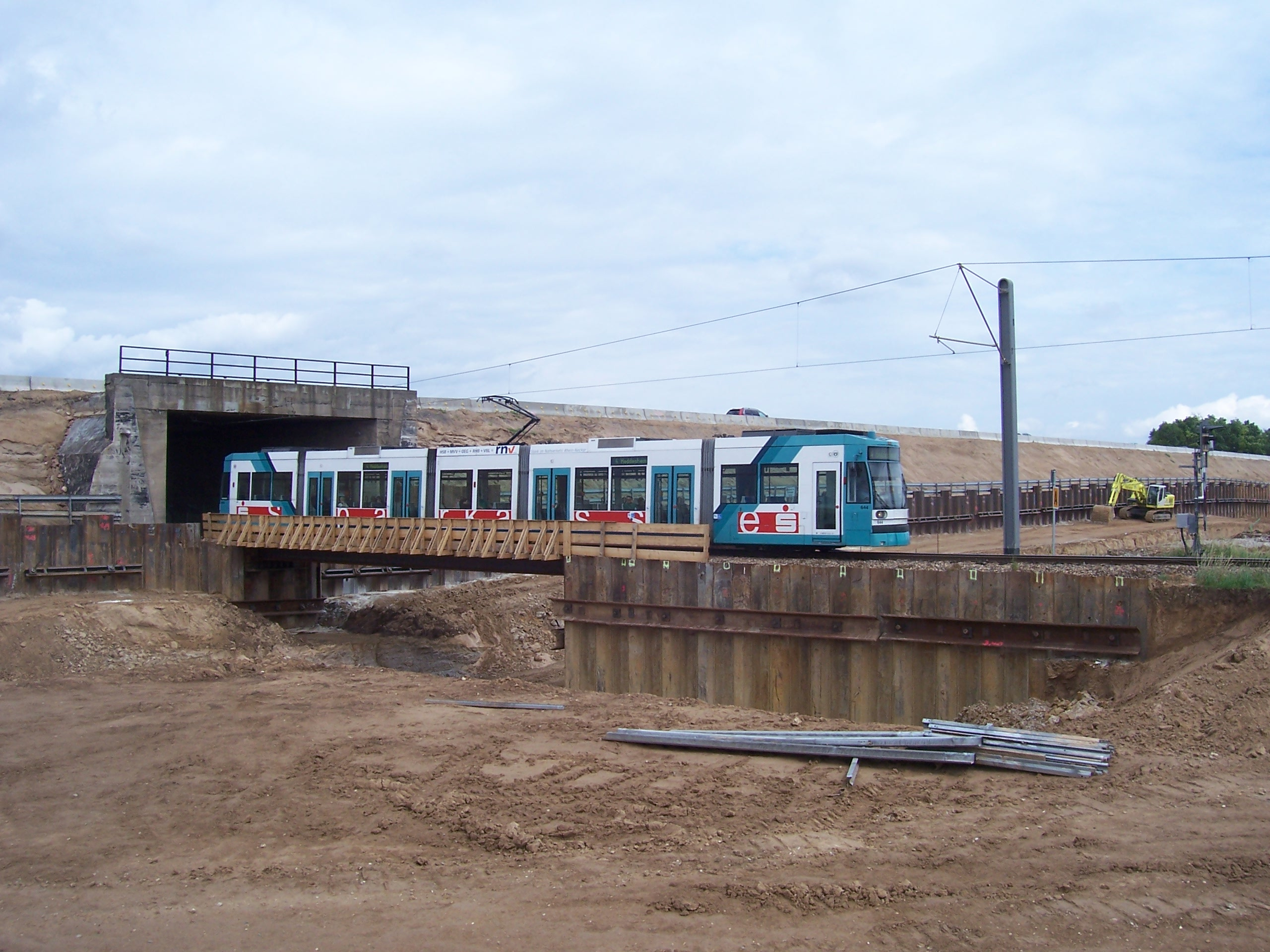
Baustelle der A6 bei Mannheim-Wallstadt: Die Stadtbahn überquert gerade eine Behelfsbrücke

In Wallstadt wurde für den sechsspurigen Ausbau der Autobahn A 6 die Fahrbahn um rund 10 Meter tiefer gelegt. Die zuvor eingleisige Unterführung der von der Stadtbahnlinie 4 befahrenen OEG-Eisenbahnstrecke Käfertal-Heddesheim wurde durch eine zweigleisige Brücke über die Autobahn ersetzt. Im Herbst 2012 wurde östlich der neuen Brücke eine neue Wendeschleife gebaut, die seit dem Fahrplanwechsel am 9. Dezember 2012 von der Linie 4 zur HVZ alle zehn Minuten angefahren wird.
Die Erneuerung des Neckarauer Übergangs (zwischen der Schwetzinger Vorstadt und Neckarau über die Eisenbahngleise) ist seit 2009 vollendet. Auf der erneuerten Brücke hat die Stadtbahnlinie 1 einen eigenen Gleiskörper erhalten. Das gesamte Bauprojekt wurde 2010 abgeschlossen. Der Umbau der Haltestelle „Hochschule Mannheim“ (zuvor „Neckarauer Übergang“) erfolgte 2012 im Rahmen der Anbindung der neuen Südtangente (Projekt Glückstein-Quartier). Seitdem befahren auch die Buslinien 63 und 710 den Stadtbahngleiskörper.
Im OEG-Bahnhof von Seckenheim begann im April 2007 der Neubau der Gleisanlagen und Bahnsteige. Die bisher recht umfangreichen Gleise wurden auf einen dreigleisigen Bahnhof mit Hochbahnsteigen umgebaut. Dieser wurde 2009 beendet.
Im Mai 2007 begannen in Sandhofen die Bauarbeiten am Projekt Pflege und Wohnen Sandhofer Stich. Dort wurde der Bereich der Stadtbahn-Endhaltestelle und des ehemaligen Bahnhofs der Bahngesellschaft Waldhof komplett umgestaltet.
Seit Juli 2024 werden die zur Universität führenden Bahnsteige am Paradeplatz barrierefrei ausgebaut, wodurch zahlreiche Umleitungen im Liniennetz entstehen. Die Fertigstellung ist für Mitte September 2024 geplant.

## Planungen

### Mannheim

#### Verlängerung von Feudenheim

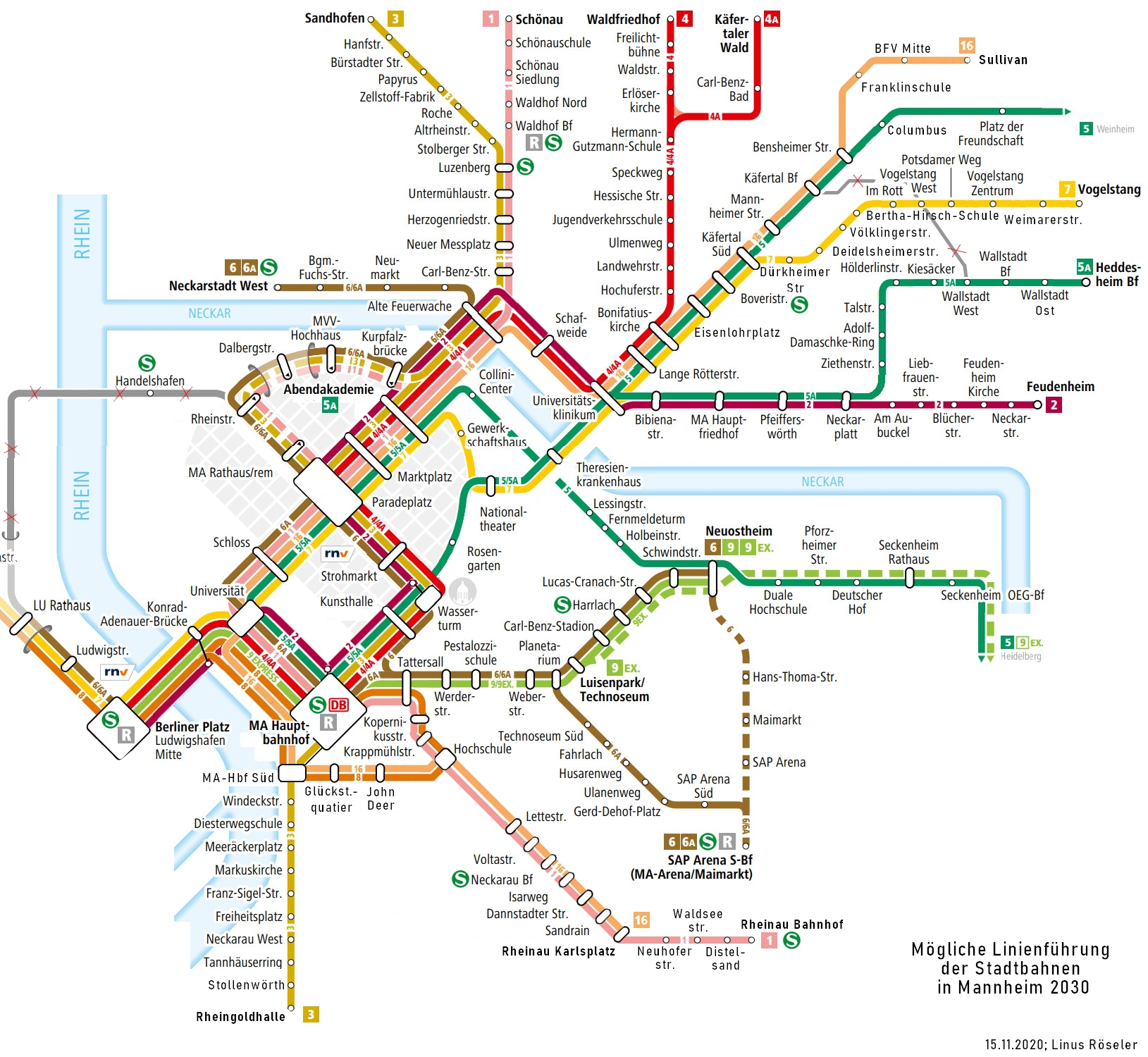
Das im Nahverkehrsplan 2018 für die Stadt Mannheim vorgesehene Linienkonzept

Geplant war eine Verlängerung der Stadtbahn von Feudenheim mit zwei kurzen Streckenästen bis zum Ortseingang Wallstadt beziehungsweise bis Ilvesheim. Eine erste Voraussetzung ist die Verbreiterung der Autobahnunterführung unter der A 6 zwischen Ilvesheim und Feudenheim von 8 auf 17 m im Zuge des Autobahnausbaus, um Platz für die Stadtbahntrasse zu schaffen. Ursprüngliche Planungen sahen unter der Brücke eine eingleisige Strecke in Straßenlage vor. Eine Verlängerung der Strecke über Ilvesheim hinaus wird besonders von den Gemeinden Ladenburg und Schriesheim angestrebt. Eine Wirtschaftlichkeitsuntersuchung aus dem Jahr 2000 ergab ein günstiges Nutzen-Kosten-Verhältnis von 1,68. Eine Realisierung ist derzeit jedoch aus finanziellen Gründen fraglich.

#### Lindenhofplatz – Neckarauer Übergang
Im Rahmen des Bauvorhabens Mannheim 21 ist eine Stadtbahnführung vom Lindenhofplatz durch die Paul-Wittsack-/John-Deere-Straße zur Haltestelle „Hochschule Mannheim“ mit zwei neuen Haltestellen vorgesehen. Die Einfädelung in die Strecke der Stadtbahnlinie 1 wurde im Rahmen des Umbaus des Neckarauer Übergangs planerisch berücksichtigt.
Eine mögliche Realisierung in den Jahren 2018 bis 2021 ist jedoch wegen unsicherer Finanzierung (Wegfall der GVFG-Förderung) noch nicht absehbar.

### Ludwigshafen
Die Gleise der Linie 10 zwischen der Haltestelle Marienkirche und der Endstelle in Friesenheim bedürfen dringend einer Erneuerung. Da keine festen Landesmittel für Streckenaus- und umbauten fließen, soll die Strecke einerseits aus Kostengründen, aber auch um die vorhandenen Parkplätze zu erhalten, teilweise als ineinander verschlungenes Doppelgleis mit beidseitigen, versetzten Seitenbahnsteigen errichtet werden. Dafür erhält die Linie 10 dann eine Eigentrasse. Bisher ist die Strecke voll im Straßenplanum trassiert und damit einer der letzten klassischen Straßenbahnabschnitte in Ludwigshafen. Obwohl es bereits im Jahr 2005 einen Ratsbeschluss zum Umbau der Linie 10 gab, sollten die Arbeiten laut einem neuen Ratsbeschluss im Juni 2012 im Frühjahr 2014 beginnen und bis zum Jahr 2016 abgeschlossen sein. Auch dieser Termin wurde nicht eingehalten. Die Arbeiten am Bauabschnitt Alt-Friesenheim haben im April 2019 begonnen, für den Bauabschnitt Hohenzollernstraße läuft das Planfeststellungsverfahren. Die Gesamtnettokosten betragen rund 29,1 Millionen Euro. Vormals war man zunächst von 15 Millionen und dann von etwa 21,8 Millionen Euro ausgegangen.
Weitere Ausbaumaßnahmen wie eine Wendeschleife in Ruchheim und die Verlängerung der Linie 4, eine Neubaustrecke über Oppau hinaus in die Pfingstweide und die Verlängerung des Rheingönheimer Astes bis Neuhofen sind aufgrund der Finanzierungslage auf unbestimmte Zeit zurückgestellt. Von der Anbindung des Neubaugebietes Melm durch die Linie 10 von Friesenheim aus haben sich die Verantwortlichen mittlerweile verabschiedet. Im Rahmen der Überarbeitung des Nahverkehrsplans der Stadt Ludwigshafen am Rhein gibt es jedoch neue Entwicklungen. So werden bis Ende des Jahres 2018 erste Planungen für die Verlängerung des Streckenasts von Oppau in die Pfingstweide, über Edigheim, erarbeitet. Die Planungen für den Anschluss von Mutterstadt über Maudach wurden wieder aufgenommen, ebenso für die Erweiterung von Rheingönheim nach Neuhofen, und als Idee steht auch der Anschluss Frankenthals an das Stadtbahnnetz im Raum. Bei diesem Vorhaben divergieren allerdings die Annahmen der Verkehrsgesellschaft RNV und der Stadt Ludwigshafen, die einen Anschluss der kleineren Nachbarstadt für unrealistisch hält.